# القوات المسلحة المصرية
القُوّات المُسَلَّحَة المِصْرِيَّة هي القوات المسلحة النظامية لجمهورية مصر العربية.:12 يتكون هيكلها التنظيمي الحالي من ثلاثة فروع رئيسية هي القوات البحرية، والقوات الجوية، وقوات الدفاع الجوي، وانضمت لها سابقًا قيادة منفصلة للقوات البرية في 25 مارس 1964 ولكنها أُلغيت رسميًّا بعد حرب 1967 لتعود قيادة التشكيلات البرية إلى رئيس أركان القوات المسلحة مباشرةً، وتنقسم التشكيلات البرية إلى المناطق العسكرية (المركزية والشمالية والغربية والجنوبية) وقوات شرق القناة التي يندرج تحت قيادتها الجيشين (الثاني والثالث) وذلك بخلاف باقي القوات والهيئات والإدارات والأجهزة المعاونة.:304:307:142:144
تخضع جميع الأفرع والقوات والجيوش والمناطق والهيئات والأجهزة والإدارات بالقوات المسلحة لقيادة القائد العام للقوات المسلحة الذي يتولى في نفس الوقت وزارة الدفاع،  ويشغل هذا المنصب حالياً فريق أول/ عبد المجيد صقر القائد العام للقوات المسلحة ووزير الدفاع والإنتاج الحربي. ولا يعلوه في سلم القيادة إلا القائد الأعلى للقوات المسلحة وهو رئيس الجمهورية ويشغل هذا المنصب حاليًّا عبد الفتاح السيسي. يتكون المجلس الأعلى للقوات المسلحة من 23 عضوًا، يرأسه القائد العام وزير الدفاع، وينوب عنه رئيس أركان حرب القوات المسلحة، بعضوية كل من: قادة الأفرع الرئيسية الجوية والبحرية والدفاع الجوي وقادة قوات حرس الحدود وقادة الجيشين (الثاني والثالث) وقادة المناطق العسكرية (المركزية والشمالية والغربية والجنوبية) ورؤساء هيئات العمليات والتسليح والإمداد والتموين والهيئة الهندسية والتدريب والشؤون المالية والقضاء العسكري والتنظيم والإدارة ومديري إدارتي شؤون الضباط والمخابرات الحربية ومساعد وزير الدفاع للشئون الدستورية والقانونية، وأمين سر المجلس هو الأمين العام لوزارة الدفاع.
يتنوع تسليح القوات المسلحة المصرية بين مصادر شرقية وغربية بالتعاون العسكري المتبادل مع دول على رأسها الولايات المتحدة وروسيا وفرنسا والصين وإيطاليا وأوكرانيا وبريطانيا. كما تُصنع العديد من المعدات محليًّا بالمصانع الحربية المصرية. وتحتفل القوات المسلحة المصرية بعيدها السنوي يوم السادس من أكتوبر في ذكرى انتصارات حرب السادس من أكتوبر.

## الجيش القديم
اتفق المؤرخون عند تناول تاريخ الجيش المصري على أن تكوين المصريين لقوات عسكرية نظامية أو بمدلولها الحالي «القوات المسلحة» يعود إلى عهد الفراعنة، بينما اختلفوا في تناول الحقب التاريخية التي تلتها، فبعضهم رأى أن المصريين لم يستخدموا للدفاع عن أراضيهم منذ انتهاء عهد الفراعنة وحتى تكوين محمد علي باشا لجيش مصر الحديث والتجاؤه لتجنيد المصريين في الجيش.:15:17:26 والبعض الآخر رأى أنه سواء شارك المصريين بشكل رئيسي أم لا في جيوش تلك الحقب الوسيطة فقد كان هدف تلك القوات النظامية أو المسلحة هو الدفاع عن الأراضي المصرية وتأمين أراضيها من خطر أي عدو خارجي، وبالتالي تندرج تحت مسمى الجيش المصري أو القوات المسلحة المصرية.:6 ويشير هؤلاء أيضاً إلى اختلاط العنصر المصري بالعربي بعد الفتح الإسلامي لمصر وتبادل العنصرين المزايا العسكرية والإدارية، واختلاطه بالعنصر التركي والشركسي لاحقًا.:12

### العصر الفرعوني

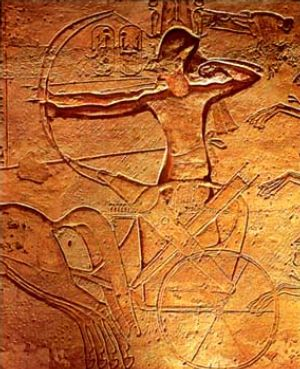
الملك رمسيس الثاني معتلياً مركبته الحربية في معركة قادش

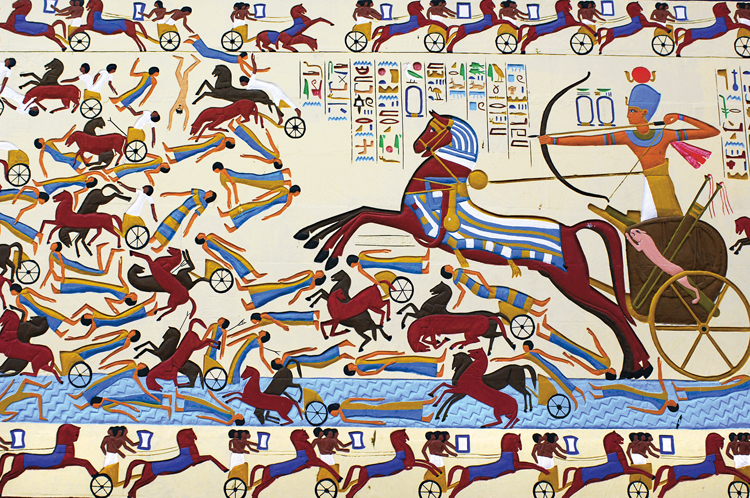
أحمس الأول قائد الجيش المصري يحارب الهكسوس عام 1700 ق.م.

أنشئ أول جيش نظامي في العالم بمصر قرابة عام 3400 ق.م. بعد توحيد الملك مينا مصر واعتلائه عرشها،:12 وصار أقوى جيش في العالم وبفضله أنشأ المصريون أول إمبراطورية في العالم تمتد من تركيا شمالًا إلى الصومال جنوبًا ومن العراق شرقًا إلى ليبيا غربًا، وقد كان ذلك العصر الذهبي للجيش المصري. وقدمت العسكرية المصرية القديمة العديد من القادة العظماء، وكانت نقطة قوة الجيش المصري تكون قوامه الرئيسي من المصريين لا المرتزقة الأجانب، وذلك بنظام الخدمة الإلزامية والاستدعاء للخدمة أثناء الحرب. وكان الجيش يتكون من المشاة والعربات التي تجرها الخيول والرَّمَّاحون وجنود الحراب والفروع الأخرى والأسطول الذي كان يحمي سواحل مصر البحرية كلها إضافة إلى نهر النيل.
في عهد سيزوستريس الثالث حوالي عام 1871 ق.م. استطاع الجيش المصري ضم النوبة نهائيًّا إلى مصر، وهزيمة قبائل الكوش وزنوج شرق النيل التي أغارت على مصر.:118:120 وفي عام 1675 ق.م. استوطن مصر قوم من آسيا وسيطرو علي شمال شرقها فيها عرفوا بالهكسوس، :139 وظلوا محتلين للبلاد حتى طردهم أحمس الأول منها.:148 وقضى عليهم نهائيًّا وأباد إمبراطوريتهم تحتمس الثالث :142 خلال سبع عشرة حملة في تسع عشرة سنة أشهرها معركة مجدو التي هزم فيها الآسيويين هزيمة نكراء قرابة عام 1479 ق.م. وآخرها دخول مملكة كدش آخر صروح الهكسوس.:189:191:208 كما غزا بلاد فينيقيا،:199 وأوفد بعثات حربية ناجحة إلى الصومال، وفي عهده بلغ الجيش المصري من القوة ما أرسلت له الممالك المجاورة مثل الحيثيين وقبرص وأمراء بلاد النهرين الهدايا والرسل الخاصة لطلب رضائه.:201 وفي عهد رمسيس الثاني حارب الجيش المصري الحيثيين ببسالة وشدة، أرغمت متلا مَلِك الحيثيين على طلب الصلح، فوافق رمسيس الثاني، وعاد إلى مصر منتصرًا.:289 إلا أنه ثابر خمس عشرة سنة على حروب آسيا، ثم توفي متلا ملك الحيثيين في معركة حربية، فتبوأ أخوه خيتاسار المُلْك وعقد مع رمسيس الثاني أول معاهدة سلام في التاريخ.:292:294 واستطاع الملك أمنحتب الأول الذي توفي عام 1540 ق.م. ضم النوبة مرة أخرى إلى مصر بعد انفصالها، وغزا الشام ووصل الجيش المصري في عهده إلى نهر الفرات.:168 وفي حوالي عام 1221 ق.م. استطاع مرنبتاح حشد الجيش المصري وتجهيزه لقتال الليبيين الذين زحفوا لاحتلال مصر، وطردهم وكبدهم خسائر فادحة.:314:316 وهو ما قام به أيضاً رمسيس الثالث الذي تولى حكم مصر قرابة عام 1198 ق.م. حين هزم الليبيين هزيمة منكرة لمحاولتهم مهاجمة مصر من غرب الدلتا. كما هزم سكان البحر الأبيض المتوسط الذين احتلوا سوريا وقبرص التابعتين لمصر حينئذٍ، وهزم المشواشيين الذين أغاروا على حدود الدلتا، وقتل قائدهم مششر.:321:325
وفي عام 1200 ق.م. نجح ستنخت في بسط نفوذه واعتلاء عرش مصر وطرد الحاكم السوري الذي اغتصب حكم البلاد حينئذٍ.:321 وفي عام 945 ق.م. استطاع شيشنق مؤسس الاسرة 22 الاستيلاء على عرش مصر لضعف حكامها :356 تلاها حكم الاسرة 25 التابعة لمملكة كوش لمصر حوالي عام 741 ق.م.:364 ثم أتى الأشوريون بعد ذلك عام 670 ق.م. وبسطوا نفوذهم على مصر .:374 وأعقبهم ظهور ثورة بسماتيك الأول اللذي استطاع الاستقلال بمصر والسيطرة علي اشور تلاها ظهور نبوخذ نصر الثاني الذي استطاع هزيمة الجيش المصري والسيطرة علي الشام اللذي كان خاضع للحكم المصري انذاك تلاها معركة غزة اللتي هزم فيها البابليون وفشلو في غزو مصر:394في عام 570 قبل الميلاد، غزت مصر قبرص واستطاعت ضمها لممتلكات مصر في البحر المتوسط تحت حكم أحمس الثاني. ثم تلاه الاحتلال الفارسي عام 525 ق.م. الذي ظل قائماً حتي ثورة امير مصري استطاع ان يستقل بالبلاد وبداية الاسرة 28  تلاها الاسر 29 حتي عام 343 ق.م وعودة الحقبة الفارسية تلاها دخول الإسكندر الأكبر مصر عام 332 ق.م .:401

### العصر المقدوني والبطلمي

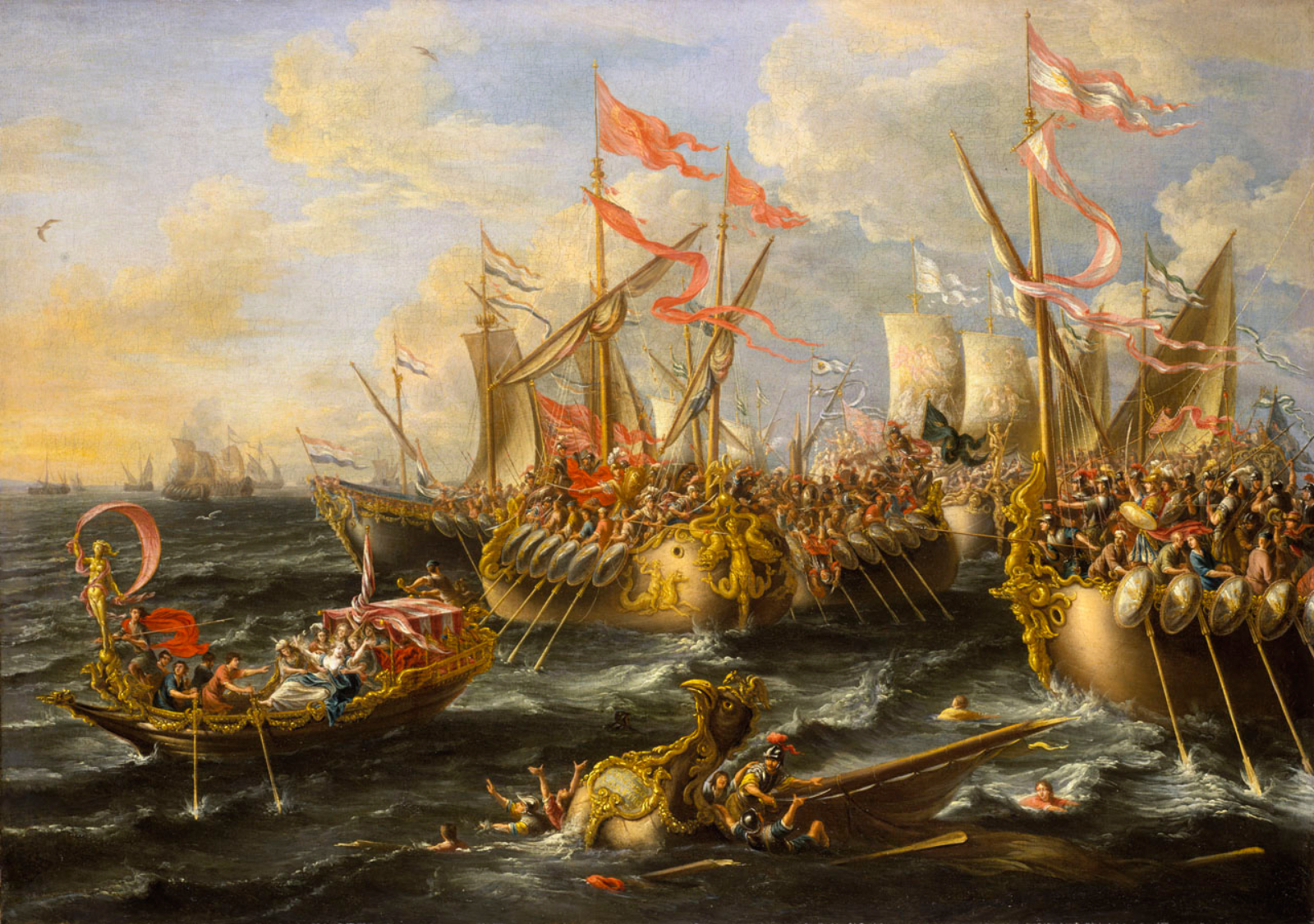
لوحة زيتية لمعركة أكتيوم البحرية التي وقعت عام 31 ق.م

عقب الفتح المقدوني لمصر في عام 332 ق.م. على يد الإسكندر الأكبر، ما لبث أن وافته المنية في 13 يونيو 323 ق.م. ولم يتم الثالثة والثلاثين من عمره. وغداة وفاته قسمت ولايات الإمبراطورية المقدونية بين قواده، وكانت مصر من نصيب قائد يدعى بطليموس، وبذلك دخلت مصر عهد البطالمة.:4:6 وخلال ذلك العصر استقدم بطليموس وخلفاؤه الأوائل الإغريق وأشباههم للخدمة في قوات البطالمة المحاربة.:8 وذلك حتى اعتلاء بطليموس الرابع عرش مصر، ومهاجمة أنطيوخوس الثالث لحدود الدولة البطلمية في سوريا، فأعاد بطليموس الرابع تنظيم الجيش وأدمج للمرة الأولى عدداً كبيراً من المصريين في جيشه ودربهم وسلحهم وفقاً لأصول فنون الحرب الحديثة فكان لهم الفضل في انتصاره على عدوه في موقعة رفح عام 217 ق.م. وأثبت المصريون خلال المعركة كفاءتهم في ميدان الحرب وتفوقهم على سادة فنون القتال في هذا العصر من الإغريق والمقدونيين:11:12 حفز الانتصار في تلك المعركة المصريين على القيام في وجه حكامهم الطغاة والثورة عليهم، كما ازدادت الأخطار الخارجية ضد البطالمة، وازدادت النزاعات بين الأسرة الحاكمة، وعملوا على التقرب من روما، مما مهد لها السبيل لبسط نفوذها على مصر نتيجة للضعف الكامن في الحكام البطالمة الأواخر، وذلك حتى ارتقت على عرش مصر كليوباترا آخر حكام البطالمة والتي سيطرت على الإمبراطور الروماني يوليوس قيصر ومن بعده مارك أنطونيوس، وظلت على عرش مصر حتى انتصار أوكتافيوس على مارك أنطونيوس في معركة أكتيوم عام 31 ق.م. والتي أنهت عصر البطالمة وبداية العصر الروماني في مصر.:12:14 وخلال هذا العصر لم يستعن الرومان بالمصريين في صفوف حاميتهم العسكرية بمصر وإنما على مواطني المدن الإغريقية نظراً لثورات المصريين المستمرة ضدهم.:134 وعقب انقسام الإمبراطورية الرومانية إلى شرقية وغربية، أصبحت مصر تابعة للإمبراطورية الرومانية الشرقية والتي عرفت بالإمبراطورية البيزنطية قرابة عام 323م في عهد الإمبراطور قسطنطين الأول.:317. ثم خضعت مصر للفرس حوالي عام 627م فترة من الزمن حتى استعادها الإمبراطور هرقل وعادت إلى الإمبراطورية البيزنطية حتى وصول الفتح العربي.:327

### العصر الإسلامي
عقب دخول الإسلام مصر عام 640، أصبح الجيش ومهام الدفاع قاصرة على المسلمين فقط ويعفى منها غير المسلمين نظير جزية سنوية، وتواكبًا مع إنشاء الدواوين في عهد عمر بن الخطاب قام عمرو بن العاص والي مصر بتأسيس ديوان للجند فيها، حيث كانت أسماء الجنود ورواتبهم تسجل لأول مرة، ونظرًا لأهمية موقع مصر فقد اعتني بإنشاء حامية فيها وتقويتها حتى وصلت إلى ثلاثة عشر ألف،:6 وفي عهد عثمان بن عفان شن البيزنطيون حربًا بحرية ضد مصر تصدى لها عبد الله بن أبي السرح والي مصر حينئذٍ، وانتصر في معركة ذات الصواري،  وفي عهد الخليفة عثمان بن عفان بدأت أولى محاولات فتح الدول المجاورة، بدأت بمدينة برقة، وعقب تولي معاوية بن أبي سفيان الخلافة خرجت من مصر الحملات التي فتحت إفريقية.:7
وفي عهد الدولة الطولونية بدأ الاستعانة بالعناصر المصرية والتركية والسودانية، :12 وبدأ أحمد بن طولون في تأسيس جيش خاص به منفصل عن الخلافة العباسية، وقد بلغ الجيش الطولوني في أمجد أيامه 100,000 مقاتل، :14 أما الفاطميون فاهتموا جيدًا بشؤون الجيش وتحصين مدينة القاهرة التي أسسوها وأنشؤوا أسوارها وبواباتها الشهيرة، وتوسعت الدواوين المشرفة على الجيش، فصار هناك ديوان يسمى بديوان الجيش وأنشئ ديوانا الرواتب والإقطاع، وكان قائد الجيش يدعى حينئذٍ "أسفهسلار العسكر" وسمي أيضاً عون العساكر ومدبر الجيش، وكان أمراء الجيش يشرفون على إدارة الأمور العسكرية، كذلك خصص الفاطميون ثلث الخراج للجيش، :26:27 وفي عهدهم شهدت مصر حروب واسعة مع القرامطة والبيزنطيين والصليبيين ومنها معركتا عسقلان وبلبيس عام 1099.:65:70

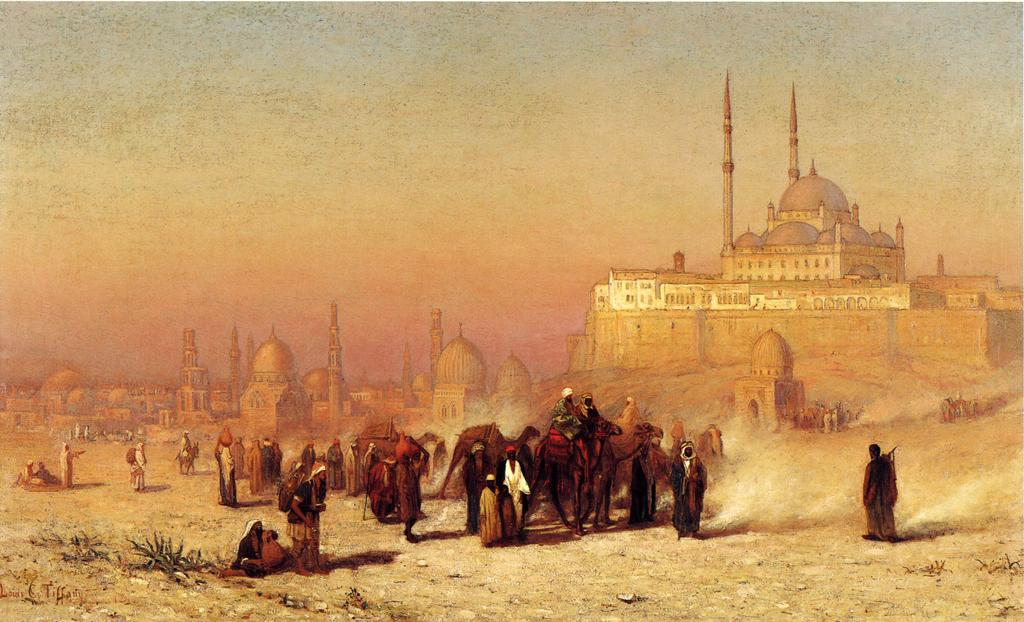
قلعة صلاح الدين، أحد أهم المنشآت العسكرية في العصر الإسلامي

وفي عهد الناصر صلاح الدين الأيوبي زاد الاهتمام بالجيش والمنشأة العسكرية لتأسيس جيش قوي قادر على التصدي لهجمات الصليبيين، حيث قام صلاح الدين باستكمال بناء الأسوار وتأسيس قلعة الجبل التي سميت باسمه وقلعة جزيرة فرعون بمدينة طابا لحماية خليج العقبة، كما قسم الجيش إلى فرق وسمى كل فرقة باسم أحد القادة العظام كالأسدية والصلاحية وغيرها، وبلغ عدد فرسان الجيش في عهده 8,640 فارساً، :85 واستطاع صلاح الدين بجيشه المكون من جنود مصر والشام الانتصار في معركة حطين وخوض معارك في صور وعكا والرملة، كما استطاع الملك الكامل التصدي لهجمات الصليبيين على دمياط والقاهرة، :79:80 وفي عهد الملك الصالح بدأ الاعتماد على المماليك، وترقوا في المناصب حتى وصلوا إلى القيادات العليا للجيش، وتمكنت القوات المصرية من الانتصار على الصليبيين في معركة المنصورة عام 1250،:180:181 وفي العهد المملوكي استطاع سيف الدين قطز إعداد جيش قوي والانتصار على المغول في معركة عين جالوت، :44:45 واستطاع الظاهر بيبرس استكمال استرداد مدن الشام من الصليبيين، وفي عام 1517 انتصر العثمانيون على المماليك في معركة الريدانية وخضعت مصر بعدها لحكم الدولة العثمانية.

## الجيش الحديث

### عصرمحمد علي باشا
بسبب طموحات مُحمد علي التوسعية وجب أن يكون لديه جيش قوي يستطيع أن يمضي قدمًا فاتحًا وأن يحمل عبء تأمين مصر من الداخل، وقد داعبته تلك الفكرة بعد حملة فريزر ثم مذبحة القلعة وبدء فتح شبه الجزيرة وجاء ذلك على خلفية تشكيل الجيش المصري الذي كان يقوده في حرب الحجاز والذي يتكون من الأكراد والألبان والشراكسة الذين كان يطلق عليهم اسم الباشبوزق ينضم إليهم الأعراب الذين ينضمون للجيش كمرتزقة إلا أنهم لم يجيدوا سوى تقنية (الكر والفر) من بين فنون الحرب النظامية.
كانت أولى محاولات مُحمد علي لتأسيس الجيش الحديث إثر عودته من الحملة على الوهابيين عام 1815 بعد أن لاحظ أن أسلوب قتال الجيش مازال عتيقاً لا يرقى لفنون الحرب الحديثة. استقبل مُحمد علي الكولونيل سليمان باشا الفرنساوي أحد قادة نابليون بونابرت الذي أتى مصر عام 1819 وكان مثار إعجاب مُحمد علي فأوكل إليه تعليم خمسمائة من مماليكه فنون القتال الحديث بالمدرسة الحربية بأسوان عام 1820، وانضم إليهم خمسمائة آخرون من مماليك رجالات الوالي، هم أول نواة لجيش مصر الحديث.
طلب مُحمد علي من نجله إسماعيل باشا أن يمده بنحو 20,000 سودانيًّا ليتدربوا على فنون القتال في مدرسة بني عدي، إلا أن التجربة باءت بالفشل لتفشي الأمراض بين السودانيين لاختلاف المناخ. فتوجهت عينا مُحمد علي للفلاحين المصريين الذين قاوموا التجنيد بشدة في البداية لإحساسهم بأن التجنيد ما هو إلا سخرة بالإضافة لتركهم أرضهم وزراعتهم، إلا أنهم وبعد فترة أحسوا بجدوى ما يفعلون وذلك بالإضافة لإحساسهم بالكرامة تحت راية مصر.

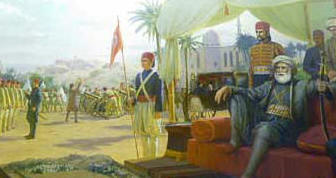
مُحمد علي يستعرض جيشه حديث النشأة

بمجيء شهر يناير 1823 تشكلت الألايات الستة الأولى من أول جيش نظامي مصري ليبدأ تدريب شاق لمدة عام ونصف العام للضباط والجنود معاً، ليشهد مُحمد علي في القاهرة أول عرض عسكري في يونيو 1824 لضباط وجنود جيش مصر، ويصدر أمره بإنشاء أول معسكر في الخانكة كان يضم ما بين 20,000 و25,000 من الجنود، ثم أنشأ لهم مشفى عسكريًّا في أبي زعبل ثم مدرسة للطب ثم أنشأ المدرسة الحربية للمشاة ومدرسة أركان الحرب في الخانكة وبدأ العدد في ازدياد حتى وصل قوام الجيش إلى 169,000 ضابط وجندي عام 1833 وبلغ 236,000 عام 1839. أنشأ مُحمد علي ديوانًا للجيش أطلق عليه ديوان الجهادية وضع على رأسه الكولونيل سليمان باشا الفرنساوي وأوكل إليه تنظيم شؤون الجيش وتأمين احتياجاته من الذخائر والمؤن.:155:6:17:18

#### المدارس الحربية
أنشأ محمد علي المدارس الحربية المختلفة لإعداد ضباط لجيشه حديث النشأة، فأنشئت المدرسة البحرية سنة 1825،:68 مدرسة أركان الحرب سنة 1825، مدرسة الموسيقى العسكرية سنة 1827، مدرسة السواري «الفرسان» سنة 1831، مدرسة الطوبجية «المدفعية» سنة 1831، مدرسة البيادة «المشاة» سنة 1832.:19:21:18

#### تنظيم الجيش

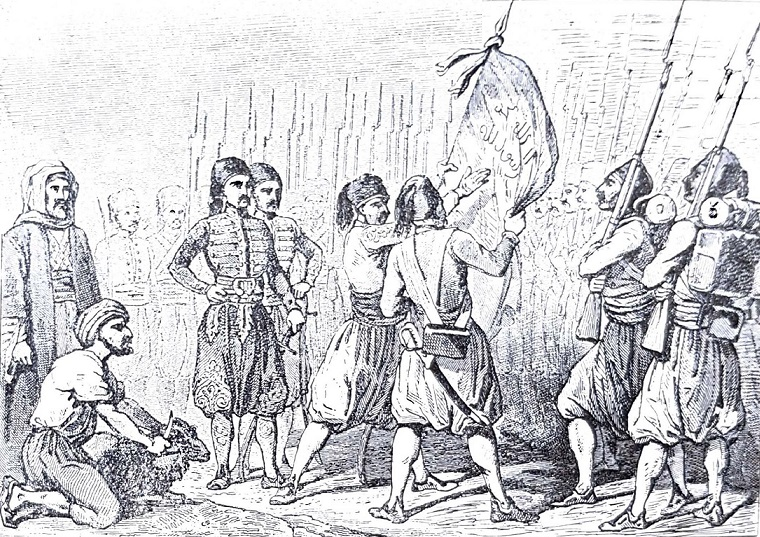
جُنودٌ مصريّون يُقسمون يمين الولاء

قام سليمان باشا بتنظيم الجيش في عهد محمد علي فكان يتكون من:
- المشاة: 30 ألاي في كل ألاي 4 أورط (3 للصف، 1 للاستكشاف). تتكون أورط الصف من (4 بلوكات) كل بلوك يتألف من 160 جندي و8 جاويش و16 أومباشي و4 ترمبتجي.[معلومة 2] ويقود الأورطة خمسة ضباط. فيما تتكون أورطة الاستكشاف من (3 بلوكات) كل بلوك يتألف من 218 جندي. وكان جنود المشاة من الشباب سريعي الحركة مفتولي السواعد النشيط.[38]:26
- الفرسان: 20 ألاي (8 ألايات منها تستعمل الدروع) في كل ألاي 6 أورط (5 للرماح، 1 للقربينات)، كل أورطة تتكون من 136 جندي يقودهم 5 ضباط.[38]:26
- المدفعية: 3 ألايات ذات 12 بطارية (3 راكبة، 6 للاستحكامات، 3 للميدان). ويتكون ألاي المدفعية الراكبة من (6 بلوكات) بينما يتكون ألاي المدفعية المشاة من (18 بلوك).[38]:26:20
- المهندسين: 4 أورط كل أورطة تتكون من 8 بلوكات (1 للألغام، 1 للكباري والجسور، 6 بلطاجية.[معلومة 3] وتقوم تلك الأورط بإنشاء الحصون والاستحكامات والعسكرات وعمل الجسور والكباري والطرق واستغلال الغابات والمناجم.[38]:27
- البحرية: تكونت القوات البحرية من السفن الكبرى المعروفة بالغليون أو القباق والفرقاطات والقراويت والغولتات والأباريق والكواتر.[38]:115:118

وبلغ مجموع قوة الجيش النظامي المصري عام 1837 123,225 جندي مقسمة إلى 96,999 مشاة 11,684 فرسان 11,600 مدفعية 2,942 مهندسين. وبلغ مقدار نفقات الجيش 754,604 جنيهاً مصرياً.:60

#### الرتب العسكرية
أُخذ نظام الجنود المصري في عهد مُحمد علي عن النظام الفرنسي، وترجمت اللوائح والقوانين العسكرية الفرنسية حرفياً للعمل بها بالجيش المصري، وكذلك اتبعت في الترقية بين الجنود والضباط نفس الدرجات المعمول بها في جيش فرنسا، في حين جاء الاختلاف فقط في استعمال اللغة التركية في النداءات العسكرية وكانت::47 حكيمباشي، أومباشي، جاويش، باشجاويش، صول قول أغاسي، ملازم ثان، ملازم أول، يوزباشي، صاغ قول أغاسي، بكباشي/بمباشي، قائمقام، الميرالاي، مير لواء، قبودان، أمير البحر، ميرميران، سر عسكر.:73،70،41:168

#### حروب محمد علي

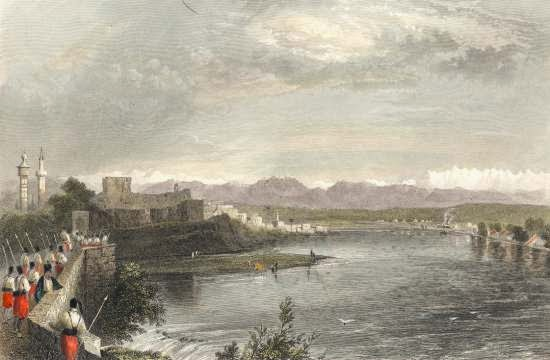
قلعة مدينة أضنة

في عهد مُحمد علي شن الجيش المصري حملة على السودان بهدف تأليف وحدة وادي النيل وتدعيم الوحدة القومية بين البلدين، :158 وانتهت ببسط النفوذ المصري في ربوع السودان، :189 كما شارك بحرب المورة بهدف مساعدة الجيش التركي في إخماد الثورة باليونان وتوسيع نطاق الدولة المصرية وبسط نفوذها فيما وراء البحار.:193
شن الجيش المصري حملة على سوريا قوامها 30000 مقاتل تحت قيادة إبراهيم باشا، نجحت في ضم سوريا وتحقيق أهداف مُحمد علي التوسعية والاقتصادية ودحض الجيش التركي الذي أرسله السلطان العثماني لإيقاف الجيش المصري في معركتي بيلان في 29 يوليو 1832 وقونية في 21 ديسمبر 1832، واستطرد زاحفا إلى الأناضول ووصل إلى حدود الآستانة مما اضطر السلطان العثماني إلى الإذعان لإبراهيم باشا والاتفاق على الصلح فيما عرف باتفاقية كوتاهيه في مايو 1832، والتي قضت بأن يتخلى السلطان العثماني لمُحمد علي عن سوريا وإقليم أضنة مع تثبيته على مصر وجزيرة كريت والحجاز مقابل أن يجلو الجيش المصري عن باقي بلاد الأناضول.:220:257 ما لبث أن استؤنف القتال مرة أخرى وهزم الجيش العثماني مرة أخرى في موقعة نصيبين في 24 يونيو 1839. تدخلت الدول الأوروبية الموقعة على معاهدة لندن في 15 يوليو 1840 لفض هذا النزاع والحد من توسعات محمد علي وإجلاؤه بالقوة عن الشام، ونتيجة للهزائم التي منيت بها جيوش محمد علي أصدر الباب العالي في 13 فبراير 1841 وفي 1 يونيو 1841 فرمانان لوضع الأسس التي ستقوم عليها العلاقات المصرية العثمانية ونصت فيما بخص الجيش المصري على:
- لا يسوغ أن يتعدى مقدار العساكر في مصر أكثر من 18,000 رجل تزداد فقط في وقت الحرب بعد إذن الباب العالي.
- مدة تجنيد العساكر خمس سنوات فإذا مضت يستبدلون بسواهم.
- ترسل مصر إلى الأستانة 400 رجل سنوياً.
- لا يقتضي أن يكون هناك فرق في النشانات والرايات وملابس الضباط المستعملة في جندية مصر وبين ما هو مستعمل في الدولة العثمانية.
- لوالي مصر أن يرقي ضابطه حتى رتبة أميرالاي أما فوق ذلك فيطلب موافقة الباب العالي.
- ليس لمصر أن تنشئ سفنًا قبل حصولها على إذن الباب العالي.[22]:23:25

### عصر الولاة من أسرة محمد علي
في عهد عباس باشا الأول قام الجيش المصري بمساعدة الدولة العثمانية في حربها ضد الإمبراطورية الروسية المسماة «بحرب القرم» بأسطول بحري قوامه 12 سفينة، و6,850 جندي بحري تحت قيادة أمير البحر حسن باشا الإسكندراني، وجيش بري قوامه 72 مدفع، و19,722 جندي بري تحت قيادة الفريق سليم فتحي باشا، وانتهت الحرب بانتصار الدولة العثمانية وهزيمة الروس.:47 استغل عباس باشا تلك الحرب وصراعه في نفس الوقت مع السلطان العثماني بسبب رفضه التخلي عن مركز مصر الممتاز الذي كفلته لها الفرمانات، واحتفظ بقوة عسكرية كبيرة تخالف ما هو منصوص عليه في فرمان 1841 بلغت 80,000 جندي نظامي و20,000 من جنود الباشبوزق، كذلك اعتنى بتحصين حصونه وترميم الاستحكامات والطوابي والقلاع.:30:31
في عهد سعيد باشا أُرسلت أورطة مصرية سودانية قوامها 453 جندي إلى المكسيك لمساعدة فرنسا في حربها ضد الحكومة المكسيكية بعد أن تخلت عنها كل من إنجلترا وإسبانيا.:4 اهتم سعيد باشا بتغيير ملابس الجيش على وجه الخصوص بشكل روعي فيه الترف والإسراف أكثر مما روعي فيه طبيعة البلاد وظروفها، وتسببت تلك النفقات الباهظة في إرباك مالية البلاد واضطرارها للاستدانة. كذلك أُدخل في عهده تعديل على نظام التجنيد فأصبحت الخدمة العسكرية سنة واحدة إجبارية، وشهد عهده عدم استقرار وتخلخل في تعداد الجيش فمن 35,000 رجل في بداية عهده إلى 64,000 رجل سنة 1861 إلى 3,000 جندي وقت السلم و15,000 جندي وقت الحرب في أواخر أيامه.:33:34

### عصر الخديوية
عمد إسماعيل باشا إلى تغيير نظام الوراثة وحصره في ذريته، وفضل في سبيل الوصول لهدفه بذل المال سواء للسلطان أو لدوائر الرأي والصحافة في الأستانة وإظهاره في نفس الوقت الطاعة الكاملة والولاء للسلطان، فأرسل فرقة من آلايين لتعزيز الجيوش العثمانية في روملي، وأرسل قوة عسكرية إلى عسير لإرهاب أميرها محمد بن عائض الذي شق عصى الطاعة على السلطان، وأرسل أربعة آلايات إلى جزيرة كريت لتقوية موقف القوات العثمانية هناك، فاستطاع بسياسته أن يحصل على فرمان من السلطان في 27 مايو 1866 ينص على انتقال حكم ولاية مصر إلى أكبر أبناؤه الذكور بطريق التوارث، ورفع عدد قوات الجيش إلى 30,000 جندي وقت السلم. كذلك قام إسماعيل سنة 1866 بتحصين الطوابي والقلاع الساحلية وفي سنة 1867 أمر بشراء المدافع والبنادق الحديثة لتسليح الجيش واستقدم الضباط الفرنسيين والأمريكانيين لتدريب الجيش، بجانب ضباط الجيش اللذين كان أغلبهم من الأتراك والشراكسة، وشن بين عامي 1874 و1876 حملة عسكرية على بلاد الحبشة، وفي 8 يونيو 1873 صدر له الفرمان الشامل الذي سمح له بزيادة أو تقليل عدد العساكر المصرية بلا تحديد. واستمرت مصر في دعم السلطان حربياً رغم ضيقها المالي الشديد فأرسلت سنة 1876 قوة تتراوح بين سبعة وثمانية آلاف جندي لمساعدته في حرب الصرب، كذلك عندما نشبت الحرب العثمانية الروسية سنة 1877 زاد إسماعيل عدد الجنود المصريين المخصصين لمساعدة الدولة العثمانية إلى 12,000 جندي. ولما عجزت الحكومة المصرية عن سداد ديونها وازداد تدخل إنجلترا وفرنسا في شئون مصر، أراد الخديوي أن يصد تلك التدخلات، فطلبت الدولتان من الباب العالي عزله وتعيين ابنه توفيق فصدر فرمان بذلك تضمن أيضاً إلغاء الامتيازات العسكرية التي منحت لإسماعيل والعودة إلى تحديد عدد العساكر المصرية بما لا يزيد عن 18,000 جندي وقت السلم.:37:55

#### الثورة العرابية
كان ضباط الجيش المصري في عهد الخديوي توفيق (حكم 1879-1892) منقسمين إلى فئتين عرقيتين متنافستين وكان الضباط المصريين المحليين يعانون من التمييز في الجيش من قبل الضباط ذوي الأصول التركية والشركسية وقد أصدر الخديوي توفيق قانونا متحيزاً للأتراك والشركس بموجبه يتم منع ترقية ضباط الصف المصريين والاكتفاء بخريجي المدارس الحربية.
في اثناء ذلك كان أحمد عرابي ضابط صف في الجيش المصري تمكن من الترقي في الجيش ليصلح ضابطا برتبة ملازم ثاني عام 1858 إلا انه سرح من الخدمة بعد خلاف نشب بينه وبين وأحد اللواءات الشراكسة يدعى اللواء خسرو باشا، وتركت هذه الحادثة في نفسه كراهية شديدة للضباط الشراكسة وسيطرتهم على الجيش. وحاول رفع مظلمة للخديوي إسماعيل ولكن لم يتم النظر فيها، وفي هذه الفترة التحق بوظيفة في دائرة الحلمية، وخلال شغله هذه الوظيفة تزوج من كريمة مرضعة الأمير إلهامي باشا وهي أخت حرم الخديوي محمد توفيق فيما بعد من الرضاعة. ومن هنا كانت وساطة بعض المقربين من زوجته لاستصدار أمر من الخديوي إسماعيل بالعفو عنه وإعادته إلى الجيش برتبته العسكرية التي خرج عليها، وحرم من مرتبته خلال مدة فصله فزادت كراهيته على أوضاع الجيش ونفوذ الضباط الشراكسة.
في 9 سبتمبر 1881 قامت الثورة العرابية حين حشد الزعيم أحمد عرابي قوات الجيش المصري وسار بهم في مظاهرة عسكرية أمام قصر عابدين لعرض مطالب الأمة على الخديوي توفيق، والتي تمثلت في عزل وزارة رياض باشا وتشكيل مجلس شورى النواب على النسق الأوروبي وتحسين احول الجيش المصري، تلك المطالب التي رفضها جميعا الخديوي توفيق، إلا أن الخديوي في نهاية المطاف استجاب لمطالب الأمة، وعزل رياض باشا من رئاسة الوزارة، وعهد إلى شريف باشا بتشكيل الوزارة، التي عين بها محمود سامي البارودي وزيراً للحربية، وسعى شريف باشا لوضع دستور للبلاد، ونجح في الانتهاء منه وعرضه على مجلس النواب الذي أقر معظم مواده، ثم تقدم شريف باشا باستقالته عقب قبول الخديوي توفيق مذكرة إنجلترا وفرنسا المشتركة الأولى في 7 يناير 1882 والتي أعلنتا فيها مساندتهما للخديوي. وتشكلت حكومة جديدة برئاسة محمود سامي البارودي شغل فيها أحمد عرابي منصب وزير الحربية، وأعلنت الوزارة الدستور الجديد، بعد صدور المرسوم الخديوي به في 7 فبراير 1882.

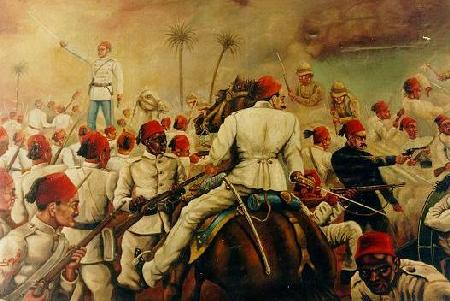
جزء من معارك أنجلو مصرية

استغلت إنجلترا الأوضاع في مصر حين وقامت بضرب الإسكندرية، بعد تهديدها لقائد حاميتها بوقف عمليات تحصينها وأمام ورفض الحكومة المصرية لتلك التهديدات، قام الأسطول الإنجليزي بتدمير قلاع الإسكندرية، فاضطرت المدينة إلى التسليم. تحرك عرابي بقواته إلى كفر الدوار لإعادة تنظيم جيشه فيما انحاز الخديوي إلى المحتلين، واستقبل في قصر الرمل بالإسكندرية قائد الأسطول الإنجليزي، وأرسل إلى عرابي في كفر الدوار يأمره بالكف عن الاستعدادات الحربية والمثول لديه في قصر رأس التين، رفض أحمد عرابي الانصياع للخديوي، فعُزل من منصبه، ولكن عرابي لم يمتثل لقرار عزله واستمر في عمل الاستعدادات في كفر الدوار، ووقعت معركة كفر الدوار بين الجيشين المصري والإنجليزي والتي انتصر فيها الجيش المصري، ثم وقعت معركة القصاصين في 28 أغسطس 1882 بين الجيشين وانتصر فيها الجيش الإنجليزي، تلاها معركة التل الكبير في 13 سبتمبر 1882 التي انتصر فيها أيضاً الجيش الإنجليزي. انتهت الثورة بنفي عرابي وزملائه عبد الله النديم ومحمود سامي البارودي في 3 ديسمبر 1882 إلى جزيرة سرنديب «سريلانكا حالياً»، ودخول الإنجليز القاهرة في 14 سبتمبر 1882 ليبدأ عصر الاحتلال الإنجليزي لمصر.

#### الاحتلال البريطاني (1882-1922)
تدخلت بريطانيا عسكريا في الثورة العرابية لدعم الخديوي توفيق لتنشب بذلك الحرب الأنجلو مصرية لعام 1882 والتي استطاع خلالها الجيش البريطاني هزيمة الجيش المصري وأسر قائده أحمد عرابي في معركة التل الكبير بتاريخ 13 سبتمبر 1882، وعلى اثر ذلك قام الخديوي توفيق في 19 سبتمبر 1882 بإصدار مرسوم يقضي بحل الجيش المصري والذي كان قد انتهى عملياً بعد معركة التل الكبير.
عهد الخديوي إلى السير البريطاني فالنتين بيكر بمهمة تنظيم جيش مصري جديد وفي 16 يناير 1883 أصدر مرسوماً بتعيين السير البريطاني إفلن وود سرداراً للجيش المصري ورئيساً لأركان حربه وظل هذا المنصب محصوراً على القادة الإنجليز منذ هذا التاريخ وطوال عهد الاحتلال البريطاني.:21
وقد قرر إفلن أن يكون أفراد الجيش الجديد من المجندين الفلاحين وان يكون بحجم 6,000 مجند وان ينتظم الجيش في لواءين من المشاة في كل منها 4 كتائب بجموع 8 كتائب مشاة إضافة إلى فوج من فرسان و4 بطاريات مدفعية. كانت الخدمة إلزامية ومدتها 3 سنوات وبالرغم من إلزامية الخدمة العسكرية إلا أنه لا يتم تجنيد سوى جزء صغير يبلغ 4% من الرجال الصالحين للخدمة وذلك بسبب العدد الصغير المطلوب تجنيده للجيش في حين أن الخدمة العسكرية في الكتائب السودانية تطوعية ويتم تمديدها.
بجانب الجيش المصري الجديد الذي انشأه البريطانيون تواجدت حامية بريطانية في مصر منذ 1882 أطلق عليها اسم جيش الاحتلال (بالإنجليزية: Army of Occupation) وقد بلغ حجمه عام 1911 نحو 5,150 فرد وتدفع الحكومة المصرية مساهمة سنوية تبلغ 150 ألف جنيه إسترليني لنفقات جيش الاحتلال في المقابل بلغ تعداد افراد الجيش المصري في ذات العام نحو 17,252 منهم 139 ضابطا بريطانيا.

### عصر السلطنة

#### الحرب العالمية الأولى

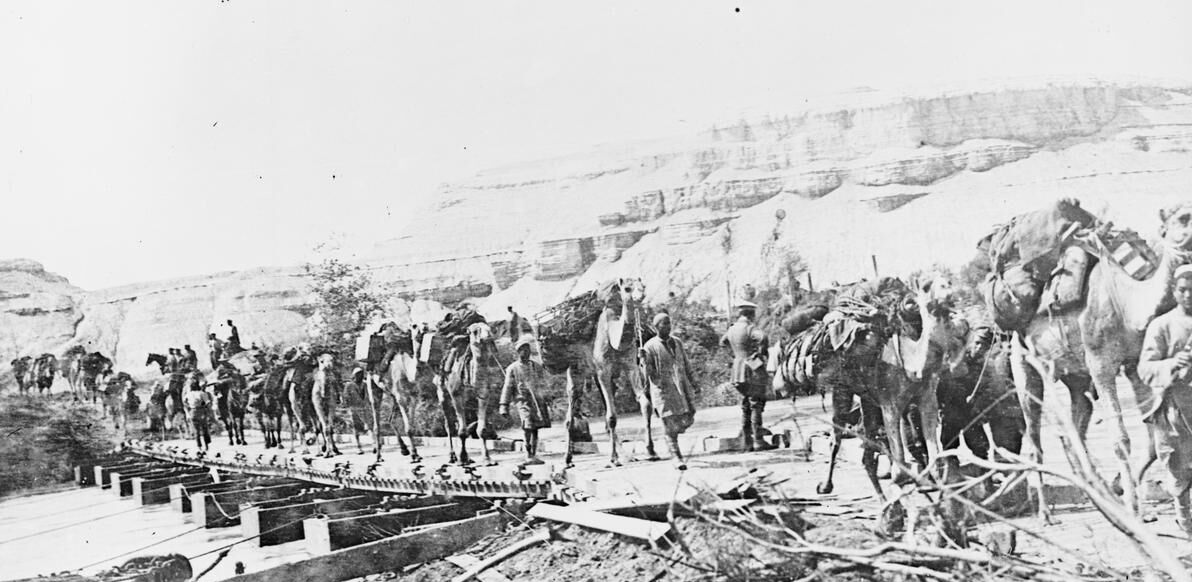
وحدات من فيلق النقل المصري يعبرون نهر الأردن فوق جسر عائم في مارس 1918 خلال أول هجوم على عمان في عهد إمارة شرق الأردن

حينما اندلعت الحرب العالمية الأولى كانت الخديوية المصرية تقبع تحت الاحتلال البريطاني منذ عام 1882، وفي 18 ديسمبر 1914 فرضت بريطانيا الحماية على مصر وخلعت الخديوي عباس حلمي الثاني وألغت الخديوية لتُنهي السيادة الاسمية للعثمانيين على مصر ونصب حسين كامل سلطاناً في 19 ديسمبر 1914. كان تعداد الجيش المصري في ذلك الوقت يبلغ نحو 20,000 جندي ينتظمون في 17 كتيبة مشاة (9 كتائب مصرية و8 كتائب سوادنية) إضافة إلى 6 بطاريات مدفعية وسريتين من الخيالة و3 سرايا من المشاة الراكبة.:65 شارك الجيش المصري في الحرب مع الحلفاء تحت إشراف القيادة الإنجليزية المحتلة فخاض معارك بسلاح الهجانة المصري وفرقة من الجيش عند قناة السويس، كما صدت البطارية الخامسة التي وضعت ضمن وحدات الجيش البريطاني هجوم الأتراك عن قناة السويس في ليلة 2-3 فبراير 1915، وكذلك موقعة الطور التي انتصرت فيها فصيلة مصرية تبع أورطة البيادة الثانية على الأتراك في يناير 1915، وفي 27 فبراير 1916 تحركت بطارية مصرية مكونة بما فيها من طوبجية وبيادة راكبة وهجانة إلى دارفور لمواجهة سلطان دارفور الموالي للأتراك والذي أعلن الجهاد ضد الإنجليز، كما أُرسل جنود مصريون إلى وادي الصفراء في الحجاز لمساعدة ملك الحجاز الذي أعلن الثورة على الدولة العثمانية، كذلك ساهم الجيش المصري في العمليات الحربية على حدود مصر الغربية ضد محمد إدريس السنوسي، وذلك بخلاف وضع إمكانيات الجيش من معدات ومهمات وأسلحة تحت تصرف الإنجليز. وفي 20 يناير 1916 استدعى الرديف المصري وعدده حوالي 13,000 للدفاع عن قناة السويس التي كانت عرضة لغزو تركي ألماني.:234:264

### عصر الملكية

#### حرب 1948

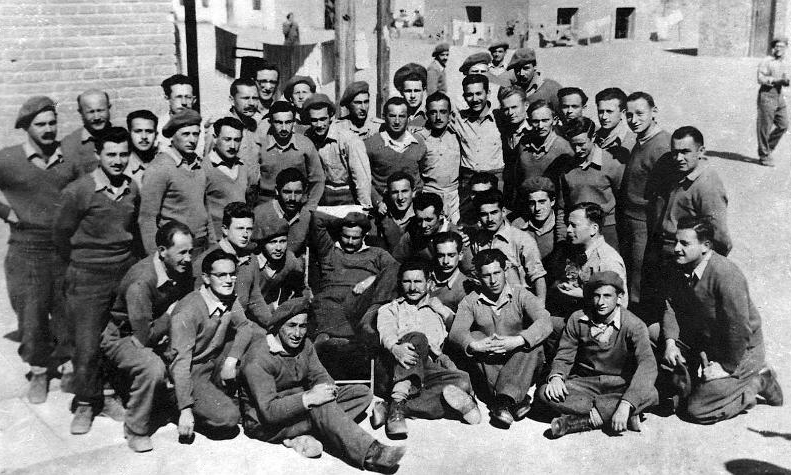
أسرى إسرائيليين في قبضة الجيش المصري من معركة نيتسانيم في 7 يونيو 1948

حرب 1948 هي حرب خاضها الجيش المصري بالإضافة إلى الجيوش العربية المكونة من الأردن والعراق وسوريا ولبنان والسعودية ضد المليشيات الصهيونية المسلحة دفاعاً عن أرض فلسطين بعد إعلان دولة إسرائيل عام 1948، وفقاً لوعد بلفور الصادر في 2 نوفمبر 1917 بتأييد الحكومة البريطانية لإنشاء وطن قومي لليهود في فلسطين، وبعد موافقة الجمعية العامة للأمم المتحدة في 29 نوفمبر 1947 على قرار تقسيم فلسطين إلى دولة يهودية ودولة عربية فلسطينية وتدويل منطقة القدس. وانتهت الحرب بهزيمة الجيوش العربية واحتلال الكيان الصهيوني لفلسطين وذلك لعدة أسباب أهمها معاناة أغلب البلاد العربية في ذلك الوقت من الاستعمار وافتقارها للسيادة الوطنية، وافتقار جيوشها للتسليح الكافي بالإضافة إلى ضعف تنظيمها التكتيكي.

### العصر الجمهوري

#### ثورة 23 يوليو

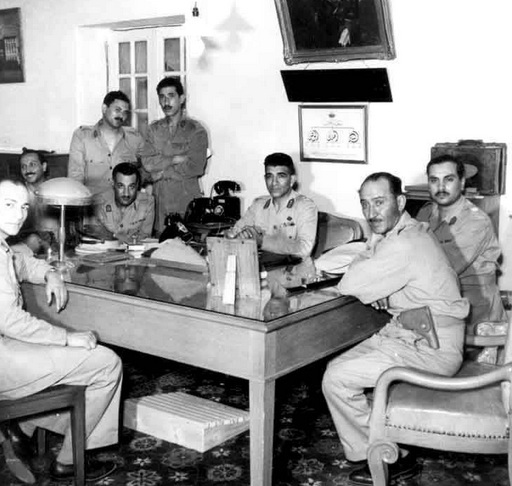
عدد من الضباط الأحرار

بعد حرب 1948 وضياع فلسطين وفضيحة الأسلحة الفاسدة ظهر تنظيم الضباط الأحرار في الجيش المصري بزعامة جمال عبد الناصر، وفي 23 يوليو 1952 قام التنظيم بانقلاب مسلح نجح في السيطرة على المرافق الحيوية والأمور في البلاد، وأطلق على الثورة في البداية «حركة الجيش» أو «الحركة المباركة»، ثم اشتهرت فيما بعد باسم ثورة 23 يوليو. أسفرت تلك الحركة عن طرد الملك فاروق وإنهاء الحكم الملكي وإعلان الجمهورية. وبعد أن استقرت أوضاع الثورة أعيد تشكيل لجنة قيادة الضباط الأحرار وأصبحت تعرف باسم مجلس قيادة الثورة وكان يتكون من 11 عضواً برئاسة اللواء أركان حرب محمد نجيب. قامت الثورة على مبادئ ستة كانت هي: القضاء على الإقطاع، القضاء على الاستعمار، القضاء على سيطرة رأس المال على الحكم، إقامة حياة ديمقراطية سليمة، إقامة جيش وطني قوي، إقامة عدالة اجتماعية.

##### البيان
في حوالي الساعة السادسة والربع صباحاً، يوم 23 يوليو 1952، وصل البكباشي محمد أنور السادات إلى استوديوهات الإذاعة، بشارع علوي، وألقى البيان التالي:
«من اللواء أركان الحرب محمد نجيب القائد العام للقوات المسلحة إلى الشعب المصري. اجتازت مصر فترة عصيبة في تاريخها الأخير من الرشوة والفساد وعدم استقرار الحكم.وقد كان لكل هذه العوامل تأثير كبير على الجيش وتسبب المرتشون والمغرضون في هزيمتنا في حرب فلسطين. وأما فترة ما بعد هذه الحرب فقد تضافرت فيها عوامل الفساد وتآمر الخونة على الجيش وتولى أمرها إما جاهل أو خائن أو فاسد حتى تصبح مصر بلا جيش يحميها. وعلى ذلك فقد قمنا بتطهير أنفسنا وتولى أمرنا في داخل الجيش رجال نثق في قدرتهم وفي خلقهم وفي وطنيتهم ولا بد أن مصر كلها ستتلقى هذا الخبر بالابتهاج والترحيب. أما من رأينا اعتقالهم من رجال الجيش السابقين فهؤلاء لن ينالهم ضرر وسيطلق سراحهم في الوقت المناسب. وإني أؤكد للشعب المصري أن الجيش اليوم كله أصبح يعمل لصالح الوطن في ظل الدستور مجرداً من أية غاية وأنتهز هذه الفرصة فأطلب من الشعب ألا يسمح لأحد من الخونة بأن يلجأ لأعمال التخريب أو العنف لأن هذا ليس في صالح مصر وأن أي عمل من هذا القبيل سيقابل بشدة لم يسبق لها مثيل وسيلقى فاعله جزاء الخائن في الحال. وسيقوم الجيش بواجبه هذا متعاوناً مع البوليس. وإني أطمئن إخواننا الأجانب على مصالحهم وأرواحهم وأموالهم ويعتبر الجيش نفسه مسئولا عنهم والله ولي التوفيق.»

#### حرب 1956

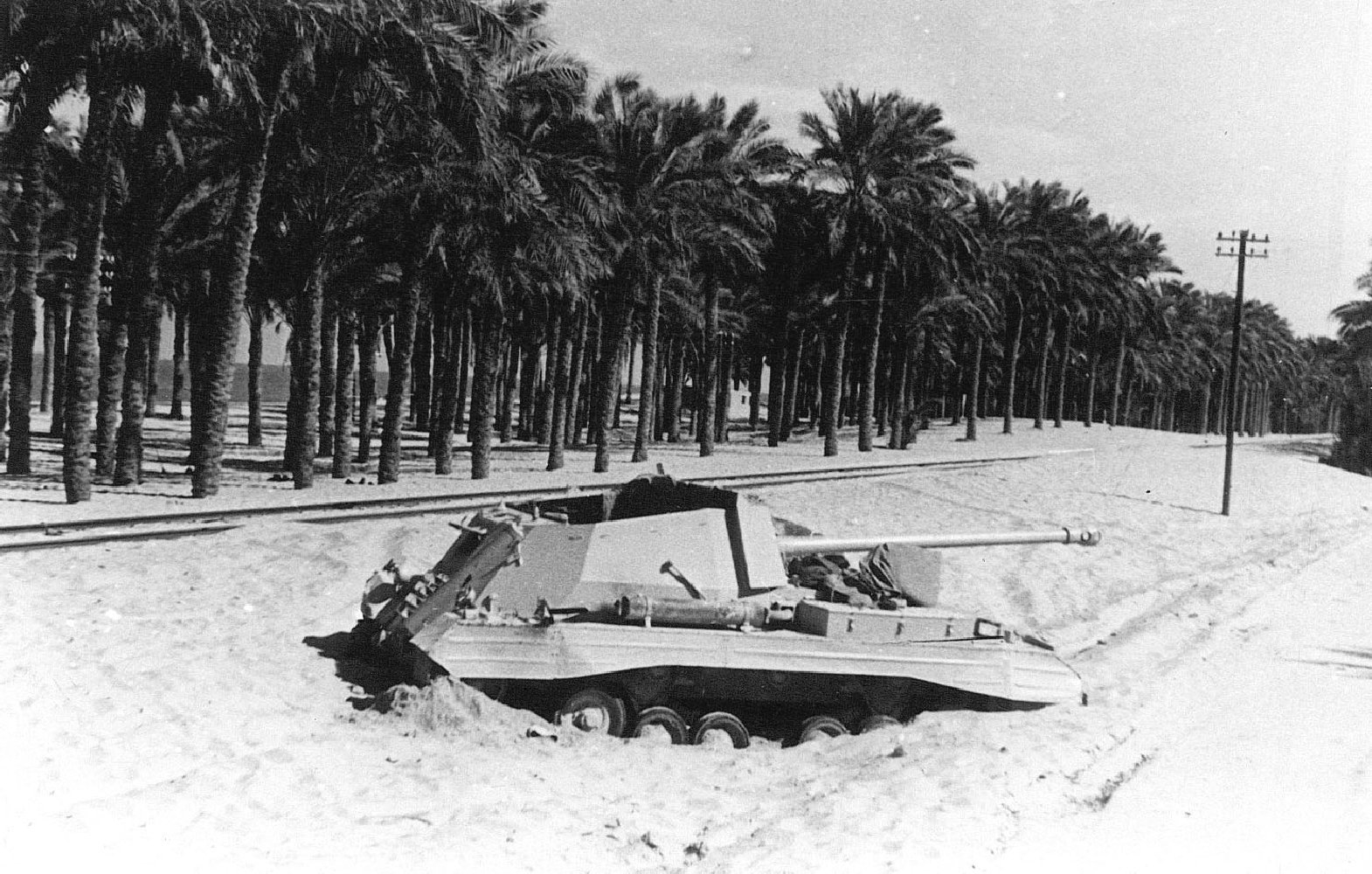
دبابة مدمرة طراز آرتشر تابعة للجيش المصري خلال العدوان الثلاثي عام 1956

وقع العدوان الثلاثي على مصر في 29 أكتوبر 1956 وشارك فيه ثلاث دول هي إنجلترا وفرنسا وإسرائيل. تمثلت ذرائع العدوان في رغبة إنجلترا في التخلص من عبد الناصر الذي هدد نفوذها بتحقيق الجلاء ورفضه الدخول في حلف بغداد وتحالفه مع السوفيت، وتأميمه لقناة السويس التي تمر منها المصالح البريطانية، وعلى الصعيد الفرنسي كانت فرصة للانتقام من عبد الناصر الذي ساند ثورة الجزائر وأمم القناة التي كانت تحت إدارة فرنسية، أما إسرائيل فرأت فيه فرصتها لفك الخناق المحكم على سفنها في قناة السويس وخليج العقبة، وتدمير القوات المصرية في سيناء التي كانت تشكل تهديداً صريحاً لها. كانت ذريعة الهجوم المعلنة هو تأميم الرئيس جمال عبد الناصر لقناة السويس وهو القرار الذي اتخذه عقب سحب الولايات المتحدة وبريطانيا والبنك الدولي لصفقة تمويل السد العالي الذي كان يحلم بإنشائه ليكون محوراً للتنمية. قابل العدوان مقاومة شرسة من الشعب المصري وخصوصا محافظات القناة، كما هدد كل من الاتحاد السوفيتي والدول العربية والصين بالتدخل وإرسال متطوعين إلى مصر، كما استهجنت الولايات المتحدة العدوان على مصر، وقامت الأمم المتحدة بالضغط على الدول المهاجمة لوقف إطلاق النار. وانتهى العدوان بانسحاب قوات الدول الثلاث المعتدية من الأراضي المصرية، وإعادة افتتاح قناة السويس للملاحة في 10 أبريل 1957.:3:6:27:31:30:51:411:415

#### حرب اليمن (1962 - 1970)

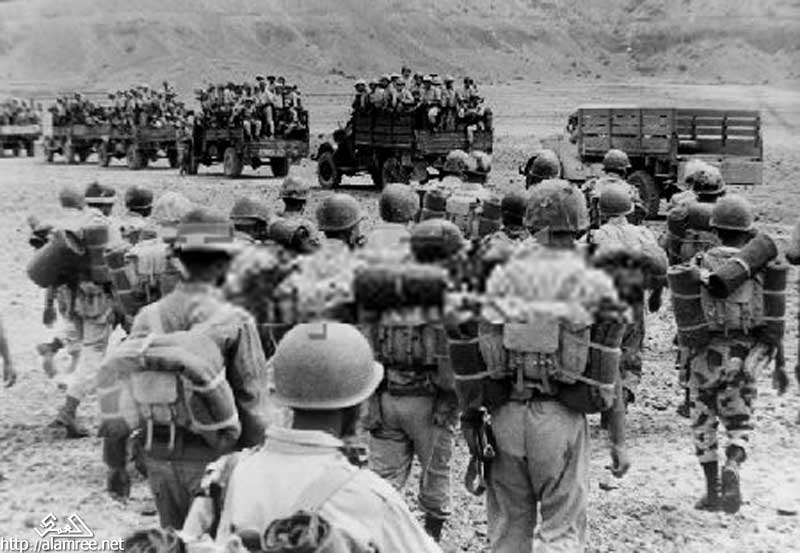
الجيش المصري في صنعاء عام 1962

ثورة 26 سبتمبر أو حرب اليمن أو حرب شمال اليمن الأهلية هي ثورة قامت ضد المملكة المتوكلية اليمنية في شمال اليمن عام 1962 وقامت خلالها حرب أهلية بين الموالين للمملكة المتوكلية وبين المواليين للجمهوريّة العربية اليمنية واستمرت الحرب ثمان سنوات (1962 - 1970). أرسلت مصر خلال الحرب قوات عسكرية لمساندة الثوار، إلا أن عبد الناصر أدرك خلال ثلاثة أشهر من إرساله قوات إلى اليمن أن الأمر يتطلب أكثر مما توقع، وفي بدايات عام 1963 وجد نفسه مضطراً لإرسال المزيد من القوات ومواصلة دعم الثوار مع يقينه بالخلافات التي بدأت بالنشوب بين معسكر السلال الموالي له وشيوخ القبائل المؤيدون للثورة لا سيما الشيخ عبد الله بن حسين الأحمر. كان عدد القوات المصرية أقل من 5,000 جندي في أكتوبر 1963، وبعد شهرين ارتفع عددها إلى 15,000 جندي، وفي نهاية عام 1963 بلغ عددها 36,000 جندي، وفي نهاية عام 1964 وصل إلى 55,000 جندي في اليمن، وبلغ العدد ذروته في نهاية عام 1965 ليبلغ عددها 70,000 جندي قُسِموا إلى 13 لواء مشاة ملحقين بفرقة مدفعية، فرقة دبابات والعديد من قوات الصاعقة وألوية المظلات. وصلت الحرب إلى طريق مسدودة وأثرت على مستوى الجيش المصري في حرب 1967 وأدرك عبد الناصر صعوبة إبقاء الجيش المصري في اليمن. انتهت المعارك بانتصار الجمهوريين وفكهم الحصار الملكي على صنعاء في فبراير 1968.:115:53:55

#### حرب 1967

اشتباكات بين القوات الإسرائيلية والمصرية

حرب 1967 أو حرب الأيام الستة هي الحرب التي نشبت بين إسرائيل من جهة وكل من مصر وسوريا والأردن من جهة أخرى في يونيو 1967. بدأت الحرب بضربة جوية إسرائيلية للمطارات المصرية عطلت بها سلاح الجو المصري، أعقبها اجتياح بري لسيناء من قبل الجيش الإسرائيلي، ووقوع معركة أبو عجيلة بين القوات المصرية والإسرائيلية والتي انتهت بسيطرة القوات الإسرائيلية على المنطقة. وصدر أمر من القيادة المصرية للقوات بالانسحاب نحو القناة دون وجود خطة مسبقة لذلك، مما أدى إلى مقتل آلاف الجنود المصريين خلال انسحابهم من وسط سيناء، إذ اضطروا لقطع 200 كم سيراً على الأقدام في بيئة صحراوية جافة ومكشوفة للعدو. انتهت الحرب بهزيمة عربية واحتلال إسرائيل لسيناء وقطاع غزة والضفة الغربية وهضبة الجولان نتيجة لعدة أسباب تمثلت في ضعف القيادة العسكرية وتدنى مستوى الأداء الفني العسكري، بعد أن استدرجت حرب اليمن 40% من قوات الجيش المصري، وافتقار القوات المسلحة المصرية إلى وجود استراتيجية عسكرية واضحة المعالم محددة الأهداف والأبعاد والوسائل تعمل على حشد وتعبئة إمكاناتها المتاحة عسكرياً واقتصادياً وسياسياً ومعنوياً ومقابلة أي تطورات مفاجئة، على عكس الجيش الإسرائيلي الذي يعتمد أساساً على تعبئة الاحتياط، كما أدت النزعة الفردية في اتخاذ القرارات المصيرية إلى كوارث على أرض الواقع، ولعبت الولايات المتحدة دوراً فعالاً، بأن أصبحت ترساناتها من الأسلحة مفتوحة أمام كل احتياجات إسرائيل، وكان ذلك اعتباراً من عام 1964. عقب الحرب وفي 11 يونيو 1967 بعد تعيين الفريق أول / محمد فوزي قائداً عاماً للقوات المسلحة والفريق / عبد المنعم رياض رئيساً لأركان حرب القوات المسلحة وبمشاركة رئيس هيئة التنظيم والإدارة اللواء / أحمد زكي عبد الحميد، أعيد تنظيم جميع القيادات والإدارات والتشكيلات والوحدات بالقوات المسلحة ووضع لها هيكل تنظيمي جديد.:229:233

#### حرب الاستنزاف

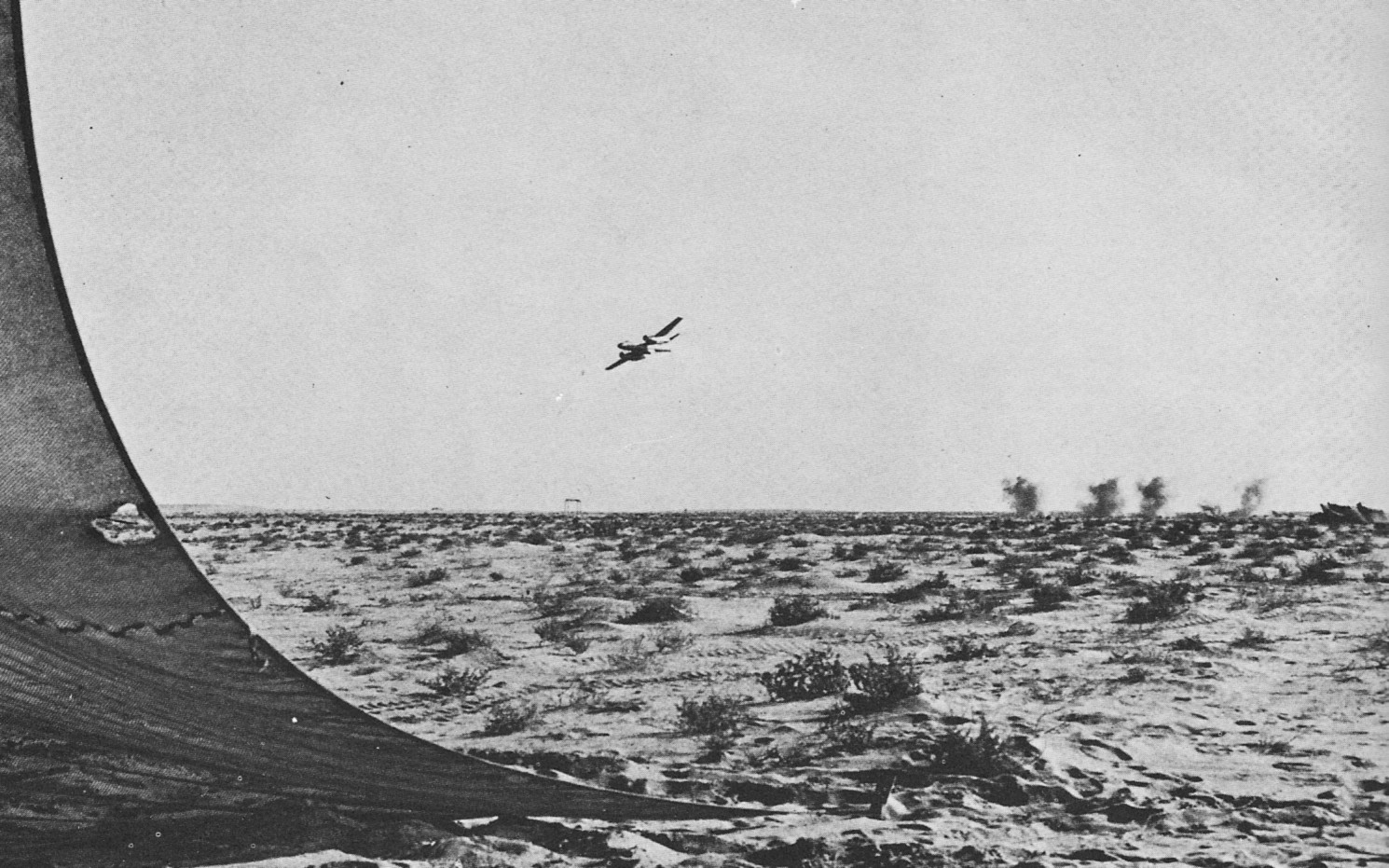
مقاتلة مصرية من طراز إليوشن إي أل-28 تقصف أهداف إسرائيلية في سيناء خلال حرب 1967

حرب الاستنزاف أو حرب الألف يوم هي حرب استمرت ثلاث سنوات. قامت الحرب عقب هزيمة حرب 1967 على أساس استنزاف قدرات الجيش الإسرائيلي. نجحت مصر خلال تلك الفترة في استكمال بناء منظومة الدفاع الجوى المصري، وتحريك حائط صواريخ الدفاع الجوى إلى قرب حافة الضفة الغربية للقناة، وتنفيذ عدة عمليات لعبور الشاطئ الشرقي للقناة داخل عمق سيناء والحصول على أسرى مهمين وتنفيذ عمليات داخل العمق الإسرائيلي نفسه، كما استعادت القوات الجوية المصرية ثقتها بنفسها وأثبتت كفاءتها وأعادت بناء كيانها. تمثلت أهداف الحرب في: إنزال أكبر خسائر ممكنة بالقوات الإسرائيلية على الضفة الشرقية للقناة ومنعها من الوصول إلى غرب القناة، إعادة تنظيم بناء القوات المسلحة، إعادة الثقة للجنود في أنفسهم وفي قادتهم، إعادة تدريب القوات وتنظيم الوحدات. من أشهر وقائع تلك الحرب مقتل الفريق عبد المنعم رياض رئيس أركان حرب القوات المصرية يوم 9 مارس 1969 في موقع المعدية رقم 6 بمنطقة الإسماعيلية أثناء معارك المدفعية.:40:229:130

#### حرب 1973

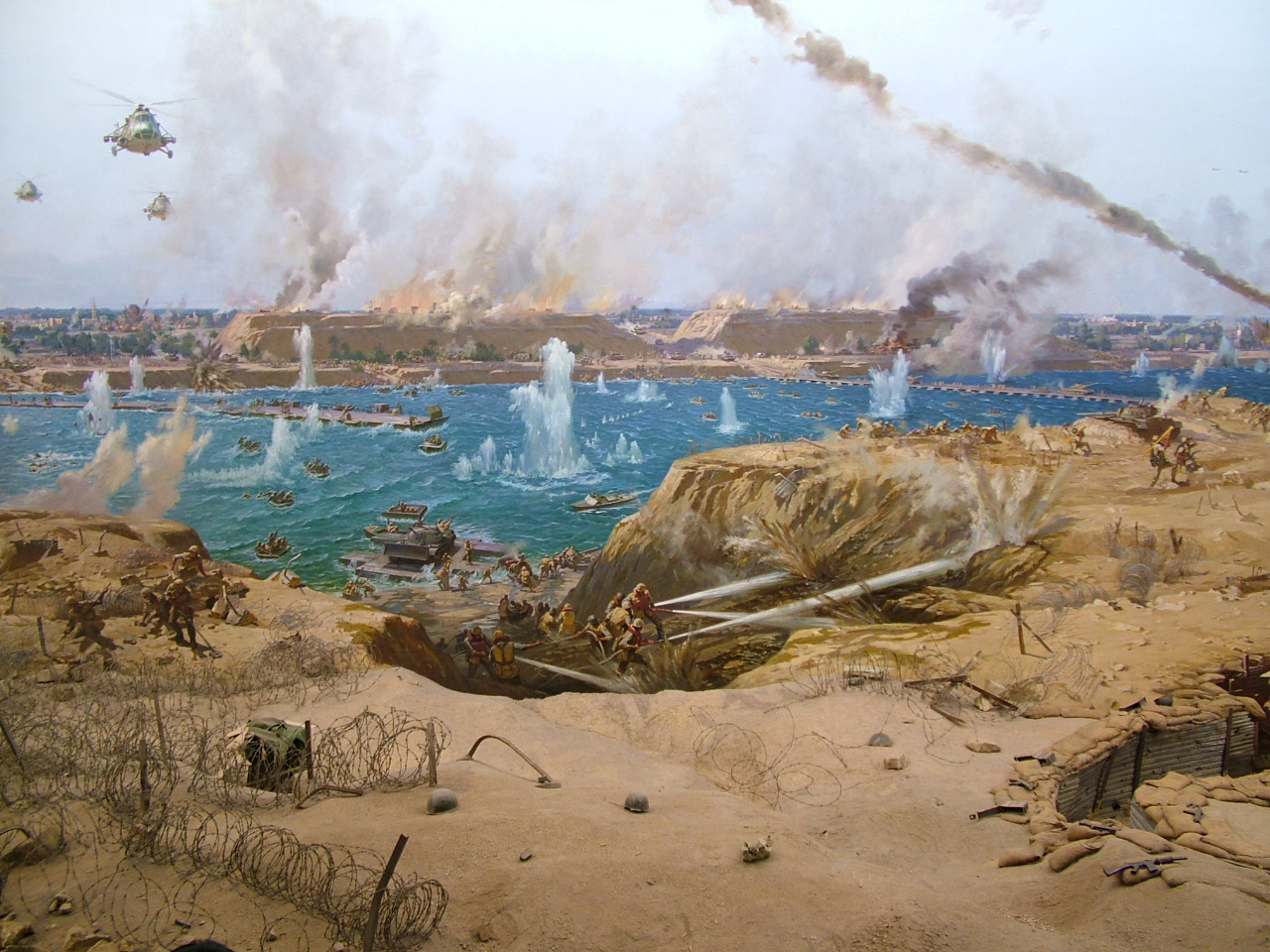
جنود مصريون يعبرون قناة السويس ويحطمون خط بارليف المنيع باستخدام خراطيم المياه

حرب أكتوبر أو حرب يوم الغفران هي الحرب العربية الإسرائيلية الرابعة التي شنتها كل من مصر وسوريا على إسرائيل عام 1973. بدأت الحرب في يوم 6 أكتوبر 1973 الموافق 10 رمضان 1393 هـ بهجوم مفاجئ من قبل الجيش المصري والجيش السوري على القوات الإسرائيلية التي كانت مرابطة في سيناء وهضبة الجولان. حيث حشدت مصر 300,000 جندي من القوات البرية والجوية والبحرية وافتتحت القوات المصرية الحرب بضربة جوية تشكلت من نحو 222 طائرة مقاتلة عبرت قناة السويس وخط الكشف الراداري للجيش الإسرائيلي مستهدفةً المحطات والمطارات وبطاريات الدفاع الجوي وتجمعات الأفراد والمدرعات والدبابات والمدفعية والنقاط الحصينة في خط بارليف ومصاف البترول ومخازن الذخيرة. تلاها انطلاق أكثر من 2000 مدفع ميدان ليدك التحصينات الإسرائيلية على الضفة الشرقية للقناة، استطاعت بعدها القوات المصرية عبور القناة. ساهمت بعض الدول العربية في الحرب بقواتها العسكرية هي الأردن السعودية والعراق والكويت والجزائر وتونس وليبيا والسودان، كما قرر الملك الفيصل مع عدة دول خليجية أخرى قطع البترول عن الدول المتعاونة مع إسرائيل وعلى رأسها الولايات المتحدة الأمريكية.

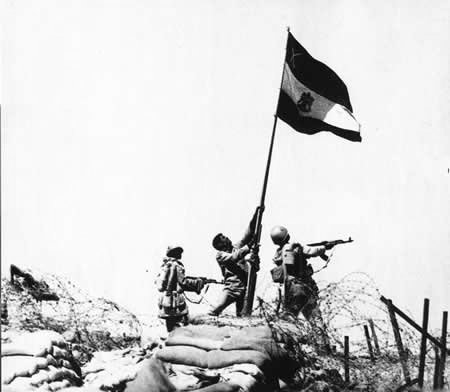
رفع علم القوات المسلحة المصرية فوق سيناء في حرب أكتوبر 1973

حقق الجيشان المصري والسوري الأهداف الإستراتيجية المرجوة من وراء المباغتة العسكرية لإسرائيل، وكانت هناك إنجازات ملموسة في الأيام الأولى بعد شن الحرب، حيث توغلت القوات المصرية 20 كم شرق قناة السويس، وتمكنت القوات السورية من الدخول في عمق هضبة الجولان وصولاً إلى سهل الحولة وبحيرة طبريا، تلاها انتعاش للجيش الإسرائيلي فعلى الجبهة المصرية تمكن من فتح ثغرة الدفرسوار وعبر للضفة الغربية للقناة وضرب الحصار على الجيش الثالث الميداني وعلى الجبهة السورية تمكن من طرد السوريين من هضبة الجولان، وتدخلت الولايات المتحدة الأمريكية والدول الأعضاء في مجلس الأمن الدولي، وتم إصدار القرار رقم 338 الذي يقضي بوقف جميع الأعمال الحربية بدءاً من يوم 22 أكتوبر 1973، وقبلت مصر بالقرار ونفذته اعتباراً من مساء نفس اليوم إلا أن القوات الإسرائيلية خرقت وقف إطلاق النار، فأصدر مجلس الأمن الدولي قراراً آخر يوم 23 أكتوبر 1973 يلزم جميع الأطراف بوقف إطلاق النار. بعد قبول مصر قرار وقف إطلاق النار وتوقيع اتفاقية فصل القوات، لم تلتزم سوريا بوقف إطلاق النار، وبدأت حرب جديدة بعد خروج مصر من المعركة واستمرت هذه الحرب مدة 82 يوماً. في نهاية شهر مايو 1974 توقف القتال بعد أن تم التوصل إلى اتفاق لفصل القوات، أخلت إسرائيل بموجبه مدينة القنيطرة وأجزاء من الأراضي التي احتلتها عام 1967. أسفرت نتائج الحرب عن استرداد مصر للسيادة الكاملة على قناة السويس، واسترداد جميع الأراضي في شبه جزيرة سيناء. واسترداد سوريا لجزء من مرتفعات الجولان بما فيها مدينة القنيطرة. كما أسفرت عن تحطم أسطورة أن جيش إسرائيل لا يقهر، ومهدت الطريق أمام عقد اتفاقية كامب ديفيد بين مصر وإسرائيل.:7:17

#### انتفاضة الخبز

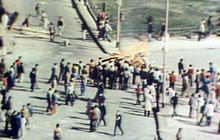
جانب من الاحتجاجات عام 1977

هي مجموعة من المظاهرات المنددة برفع أسعار السلع الأساسية والتي جرت أحداثها في يومي 18 و19 يناير 1977 في عدة مدن مصرية رفضاً لخطة الحكومة المصرية برفع الدعم، واتخاذ إجراءات تقشفية لتخفيض عجز الموازنة بالاتفاق مع صندوق النقد الدولي. وانتهت الأحداث بفرض حذر التجوال ونزول القوات المسلحة للشوارع للمرة الأولى بعد ثورة 1952 لفرض الأمن والنظام، فيما تراجعت الحكومة عن تلك القرارات.

#### المناوشات المصرية الليبية
المناوشات المصرية الليبية أو حرب الأيام الأربعة كانت مناوشات حدودية قصيرة الأمد بين مصر وليبيا في يوليو 1977. بدأت التوترات بين البلدين تظهر بعد توقيع مصر معاهدة السلام مع إسرائيل واعتراض القذافي على موقف مصر وهو ما اعتبره الرئيس أنور السادات تدخل في شئون مصر الداخلية. أبريل ومايو من نفس العام. رد القذافي بطرد عشرات الآلاف من المصريين العاملين في ليبيا ودعا إلى مظاهرات حاشدة معارضة تتجه من طرابس إلى مدينة السلوم الحدودية مع مصر ومحاولة الوصول إلى القاهرة، فتصدت قوات حرس الحدود المصرية للمتظاهرين، فوجه القذافي ضربات بالمدافع على مدينة السلوم المصرية. في 21 يوليو وقعت اشتباكات بين قوات الطرفين على الحدود، وأمر الرئيس السادات بتحرك قوات من الجيش المصري إلى داخل ليبيا، وهاجمت القوات الجوية المصرية مطارات وقواعد عسكرية ليبية. لم تستمر الحرب بين الطرفين إلا أربع أيام لتنتهي في 24 يوليو بعد تدخل من جانب الرئيس الجزائري هواري بومدين، والرئيس الفلسطيني ياسر عرفات، وعقدت هدنة انسحبت على أثرها القوات المصرية من الأراضي الليبية.

#### عملية مطار لارنكا الدولي
في 18 فبراير 1978 قام أفراد من مجموعة صبري البنا الفلسطينية المعروف باسم «أبو نضال» باغتيال وزير الثقافة المصري يوسف السباعي أثناء حضوره لأحد المؤتمرات في مدينة نيقوسيا القبرصية، ثم اقتادوا 11 شخصاً مصرياً وعربياً إلى المطار الدولي في لارنكا وطلبوا من السلطات طائرة للخروج من البلاد. وبعد فشل الطائرة في الهبوط في عدة مطارات عادت إلى لارنكا مرة أخرى. طلب الرئيس أنور السادات من الرئيس القبرصي سبيروس كبريانو، إنقاذ الرهائن وتسليم الخاطفين للقاهرة، وذهب الرئيس القبرصي إلى المطار، وحاول التفاوض مع الخاطفين، ولكن دون جدوى. قرر الرئيس أنور السادات إرسال قوات خاصة لتحرير الرهائن تتكون من 58 عسكرياً بقيادة العقيد / مصطفى الشناوي، حملت معها رسالة للرئيس القبرصي كان نصها: «الرجال في طريقهم لإنقاذ الرهائن» دون إيفاد الجانب القبرصي بتفاصيل العملية، ما أدى إلى اندلاع اشتباكات بين القوات القبرصية والوحدة المصرية فور نزولها من طائرة حربية في المطار. أدت الاشتباكات إلى مقتل 15 فرداً من القوات المصرية، وجرح ما يزيد على ثمانين شخصاً من الطرفين. خلال الهجوم استسلم خاطفو الطائرة، لكن المعلومات حول مصيرهم تضاربت. تسببت الحادثة في قطع العلاقات المصرية القبرصية، وحدثت مفاوضات مع الحكومة القبرصية انتهت بالإفراج عن القوة المصرية وعودتها للبلاد.

#### أحداث الأمن المركزي

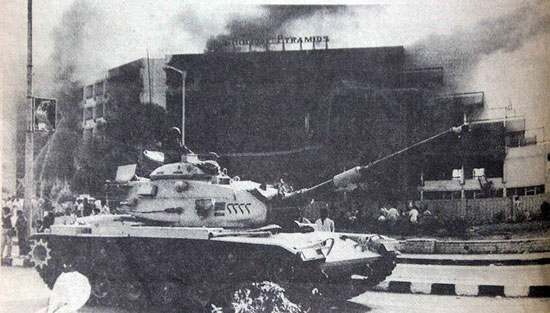
دبابة إم-60 باتون في القاهرة عام 1986 خلال أحداث الأمن المركزي

وقعت أحداث الأمن المركزي في أواخر شهر فبراير وأوائل مارس عام 1986، وتتمثل في قيام عشرات الآلاف من مجندي الأمن المركزي في عدد من محافظات مصر وفي وقت واحد بتمرد مسلح ضخم احتجاجاً على شائعة سرت بينهم بأنه سوف يتم تمديد فترة خدمتهم لعدة أشهر أخرى، بالإضافة إلى المعاناة من الظروف القاسية التي يعيشونها مهنياً وإنسانياً. قام جنود الأمن المركزي خلال الأحداث بإحراق وتدمير عدد من المنشآت الحيوية والسياحية وقطع عشرات الطرق إضافة إلى أعمال سلب ونهب، ولم يحسم الموقف إلا تدخل الجيش الحاسم بالقوة المسلحة لإعادة الأمن والاستقرار إلى ربوع البلاد في أول مواجهة مسلحة بين المؤسسة الأمنية ممثلة في الشرطة ومؤسسة الجيش الذي تولى مهمة إنهاء التمرد العسكري، بعد أيام من التوتر البالغ وحظر التجوال لعدة ليال. كما أدت الأحداث إلى الإطاحة بوزير الداخلية آنذاك اللواء أحمد رشدي وتعيين اللواء زكي بدر بديلاً له.

#### حرب الخليج الثانية

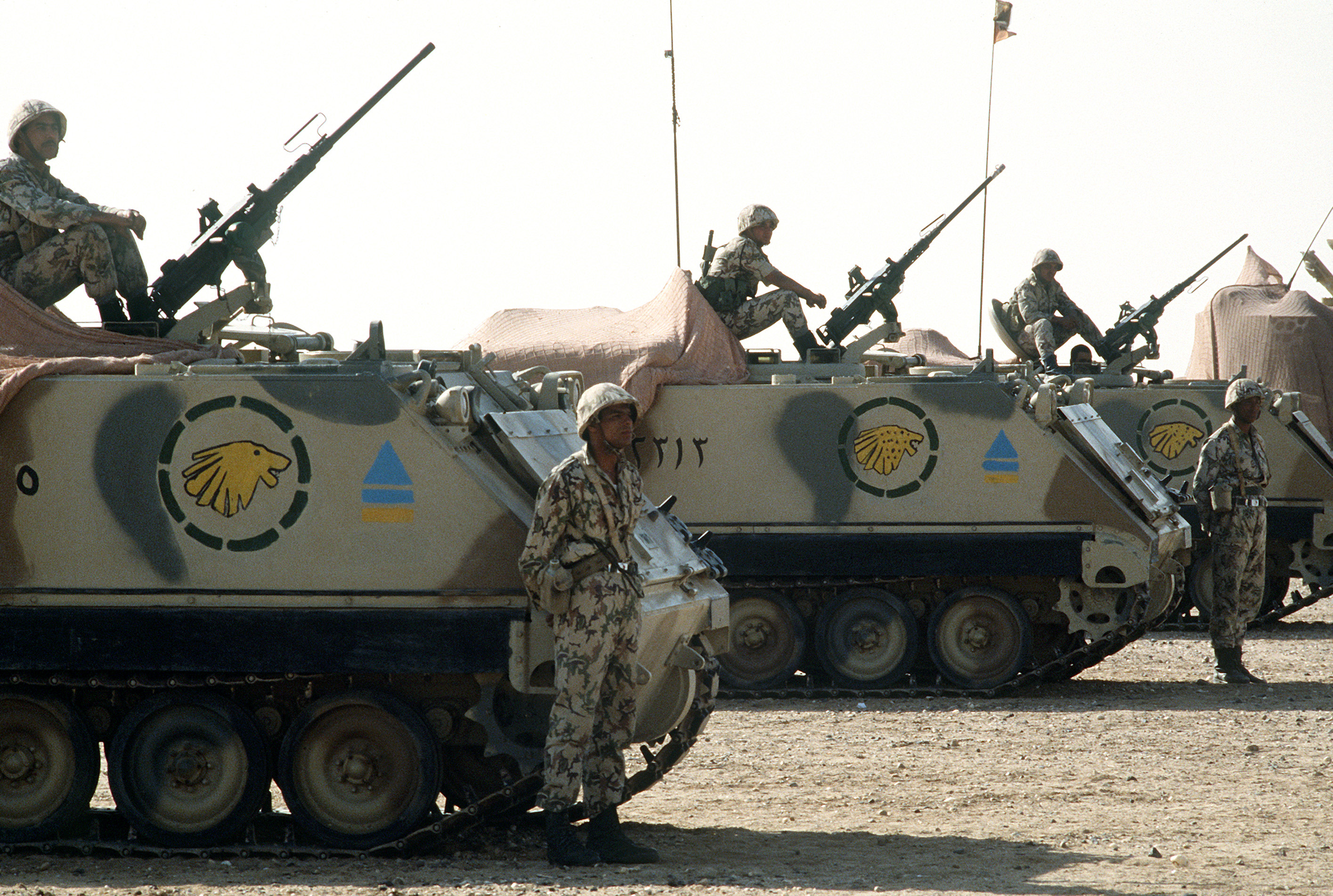
اصْطِفافٌ جنودُ الجيش المصري مع ام 113 ناقلة جنود مدرعة أثناء عملية درع الصحراء

حرب الخليج الثانية أو حرب تحرير الكويت هي حرب بدأت في 17 يناير 1991، شنتها قوات التحالف المكونة من 34 دولة بقيادة الولايات المتحدة الأمريكية ضد العراق بعد إذن الأمم المتحدة لتحرير الكويت من الاحتلال العراقي، الذي بدأ على إثر اتهام العراق للكويت في عام 1990 بسرقة النفط عبر الحفر بطريقة مائلة، والذي ترتب عليه فرض عقوبات اقتصادية على العراق وطالب مجلس الأمن القوات العراقية بالانسحاب من الأراضي الكويتية دون قيد أو شرط. جاء موقف مصر مسانداً للكويت، فأعلنت تأييدها للشرعية وحاولت احتواء الأزمة وحلّها بالطرق السياسية والدبلوماسية، إلا أن الرئيس العراقي السابق صدام حسين لم يستجب، فاتجهت مصر للاشتراك في الحل العسكري ضمن القوات العربية والدول الصديقة من قوات التحالف لإعادة الأمور إلى نصابها. وصلت القوات المصرية المشاركة في حرب تحرير الكويت إلى منطقة حفر الباطن شرق المملكة العربية السعودية على أربعة مراحل، تمثلت في: وصول القوات الخاصة، وصول الفرقة الثالثة الميكانيكية، وصول الفرقة الرابعة المُدرّعة، وأخيراً وصول وحدات الإسناد الإداري والفني، وشاركت مصر بقوات رئيسية قوامها 35,000 جندي. تلخّص الدور المصري في الاندفاع على محور حفر الباطن فمطار علي السالم بمدينة الكويت ثم الالتفاف يساراً تجاه الحدود، بهدف عزل جنوب الكويت عن شمالها، ومن هنا اشتبكت القوات العراقية معها في معركة دبابات ومدفعية أثناء مرحلة فتح الثغرات. وانتهت الحرب بخروج الجيش العراقي من الكويت وانتصار قوات التحالف في 28 فبراير 1991.

#### ثورة 25 يناير

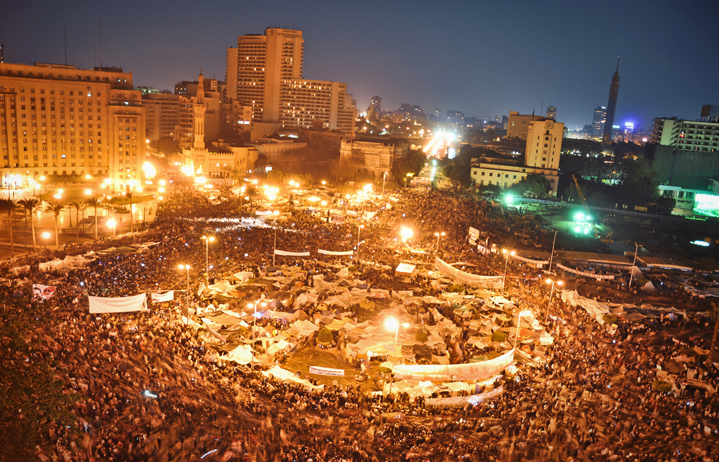
ميدان التحرير أثناء ثورة 25 يناير

في يوم 25 يناير 2011 -وهو اليوم الموافق لعيد الشرطة- انطلقت مجموعة من المظاهرات والاحتجاجات الشعبية ذات الطابع الاجتماعي والسياسي في ميدان التحرير وعدة ميادين مصرية كبرى وشاركت بها العديد من فئات الشعب المصري، والتي دعت إليها المعارضة والمستقلين، ومن بينهم حركة شباب 6 أبريل وحركة كفاية ومجموعة كلنا خالد سعيد على شبكة التواصل الاجتماعي فيس بوك والجمعية الوطنية للتغيير وجماعة الإخوان المسلمين. كان شعار هذه الثورة هو «عيش، حرية، عدالة اجتماعية»، وذلك نتيجة عدة أسباب منها سوء وتدهور الأوضاع المعيشية للمواطنين، شعور طوائف وفئات الشعب المصري بالضغط نتيجة الظروف الداخلية للبلاد، والانتخابات البرلمانية التي أقصت كل فصائل المعارضة. وفي يوم 28 يناير (جمعة الغضب) ساهمت العديد من الطوائف المصرية على نطاق واسع، وزادت حدة المظاهرات مع حوادث قتل ودهس المتظاهرين بالإضافة إلى استخدام القوة والعنف الزائد من قبل الشرطة لإخماد المظاهرات، بالإضافة إلى قطع خطوط الإنترنت وشبكات الهواتف المحمولة، مما تسبب في حدوث فوضى عارمة على مستوى الجمهورية أعقبها قيام قوات الشرطة بالانسحاب من كافة مقارها وحدوث فراغ أمني مما تسبب في انتشار حالات السرقة والنهب، مما دفع رئيس الجمهورية في نفس اليوم إلى إعلان حالة الطوارئ وفرض حالة حظر تجول شملت بعض المحافظات ما لبثت حتى تحولت إلى حظر تجول لكل محافظات مصر.

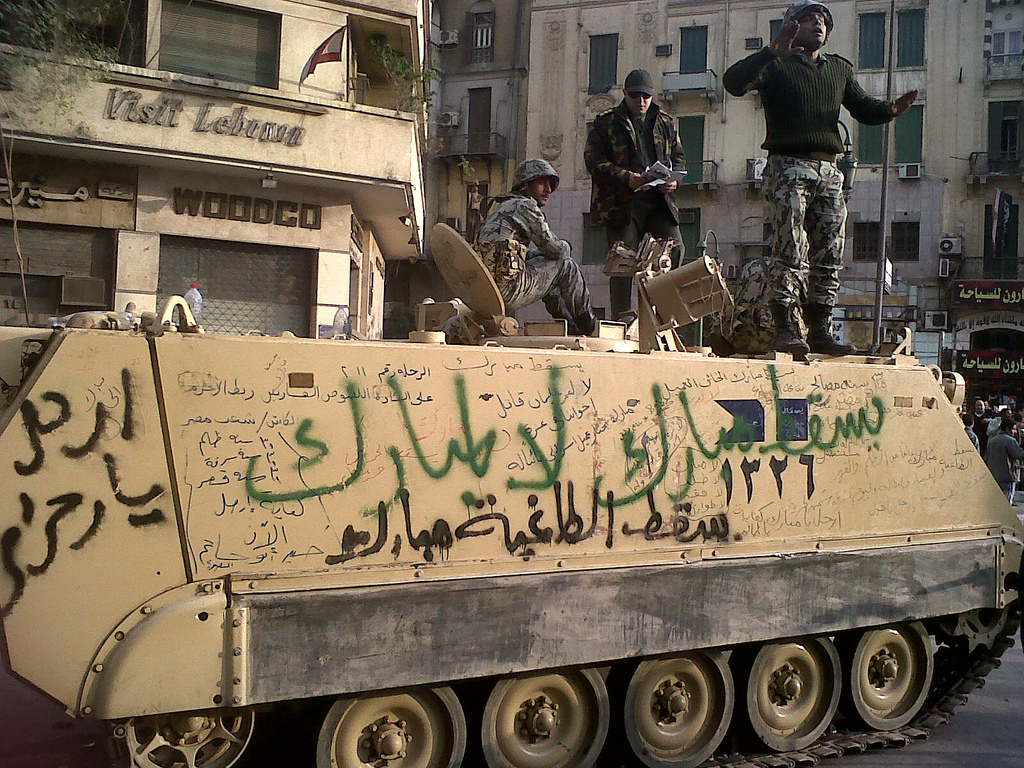
صورة انتشار مدرعات ومركبات الجيش لتأمين المرافق الحيوية أثناء ثورة 25 يناير

أشرفت القوات المسلحة على تطبيق حظر التجول وقامت خلال ساعات قليلة بالانتشار الكامل وتطويق وحماية كافة المنشآت الحيوية في جميع أنحاء مصر، وظهرت الدبابات والمدرعات لأول مرة في الشوارع المصرية، قوبل نزول قوات الجيش للشارع بقبول عام من جميع المتظاهرين آنذاك نظرا للعلاقات التاريخية الطيبة بين الشعب والجيش، بالإضافة إلى عدم التعرض أو المساس بالمتظاهرين، وصعد المتظاهرين على أسطح المركبات العسكرية ورفع المتظاهرين شعار «الجيش والشعب .. إيد واحدة» في ميدان التحرير.

##### البيان
في مساء يوم 10 فبراير 2011 نشرت وسائل الإعلام خبرا باجتماع المجلس الأعلى للقوات المسلحة بدون مبارك لأول مرة، وأصدر المجلس البيان رقم 1 بالآتي:
«انطلاقًا من مسؤولية القوات المسلحة والتزامًا بحماية الشعب ورعاية مصالحه وأمنه، وحرصًا على سلامة الوطن والمواطنين ومكتسبات شعب مصر العظيم وممتلكاته، وتأكيدًا وتأييدًا لمطالب الشعب المشروعة، انعقد اليوم الخميس الموافق العاشر من فبراير 2011 المجلس الأعلى للقوات المسلحة لبحث تطورات الموقف حتى تاريخه، وقرر المجلس الاستمرار في الانعقاد بشكل متواصل لبحث ما يمكن اتخاذه من إجراءات وتدابير للحفاظ على الوطن ومكتسبات وطموحات شعب مصر العظيم.»
وفي يوم 11 فبراير أعلن نائب الرئيس عمر سليمان بيانًا بتنحي مبارك عن الحكم، وتكليف المجلس الأعلى للقوات المسلحة بإدارة شؤون البلاد.
تخللت المرحلة الانتقالية التي تولى فيها المجلس الأعلى للقوات المسلحة الحكم توترات وأحداث عنف مثل أحداث العباسية مايو 2012، أحداث مسرح البالون يونيو 2011، أحداث ماسبيرو أكتوبر 2011، أحداث محمد محمود نوفمبر 2011، أحداث مجلس الوزراء ديسمبر 2011.

#### أحداث 30 يونيو

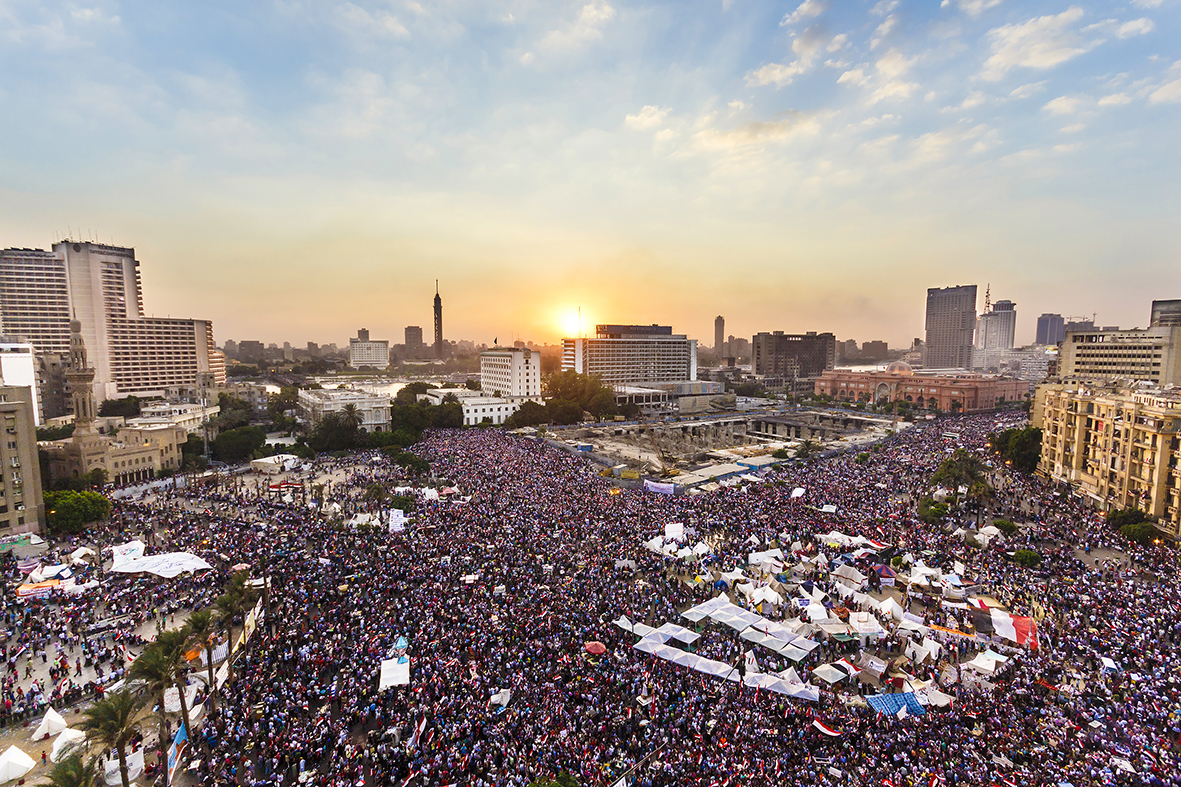
ميدان التحرير في 2 يوليو 2013

في 2 يونيو 2013 قضت المحكمة الدستورية العليا بعدم دستورية مجلس الشورى الذي حصل الإسلاميون على نسب كبيرة من مقاعده وبطلان الجمعية التأسيسية التي صاغت دستور البلاد، وعلقت الرئاسة على الحكم وأكدت أن الشورى سيظل يشرع حتى انتخاب مجلس نواب، مما ترتب عليه ازدياد الغضب في الشارع المصري.
في 22 يونيو 2013 احتشد عشرات الآلاف من الإخوان المسلمين تأييدًا للرئيس محمد مرسي قبل تظاهرات مرتقبة للمعارضة المصرية. وفي 23 يونيو 2013 حذر وزير الدفاع وقتها الفريق أول عبد الفتاح السيسي من تدخل الجيش في حالة حدوث اقتتال داخلي ودعا القوي السياسية للحوار ولم يجبه أحد. وفي 30 يونيو 2013 خرجت مظاهرات حاشدة من المعارضين لحكم محمد مرسي في ميادين مصر مطالبين بانتخابات رئاسية مبكرة ورحيل النظام ووقف الدستور، واستمرت التظاهرات في كافة الميادين وأبرزها ميدان التحرير. وفي 2 يوليو 2013 أصدرت القوات المسلحة بيانها الأول الذي أمهلت فيه جميع أطراف العملية السياسية 48 ساعة للاستجابة لمطالب الشعب مؤكدة أن الأمن القومي يتعرض لخطر شديد إزاء هذه الانقسامات، ولابد من التوافق قبل هذه المهلة وإلا ستعلن عن خارطة طريق للخروج بالبلاد من المأزق الحالي وستكون تحت إشرافها. وفي 3 يوليو 2013 قررت القوات المسلحة عزل محمد مرسي وتعيين رئيس المحكمة الدستورية العليا المستشار عدلي منصور رئيساً مؤقتاً للبلاد، وتعطيل العمل بدستور 2012، الأمر الذي رفضه مؤيدو الرئيس واعتبروه انقلاباً عسكرياً، في حين اعتبرته القوات المسلحة والمعارضة استجابة لثورة شعبية.

#### حرب الإرهاب
حرب الإرهاب في سيناء هي حرب أعلنتها القوات المسلحة ضد جماعات المتشددين الإسلاميين التي اتخذت من صحراء سيناء أوكاراً لها، والذين نفذوا عدة هجمات إرهابية في سيناء ومحافظات أخرى. برزت تلك الهجمات الإرهابية أوائل عام 2011 نتيجة تداعيات ثورة 25 يناير وحالة الانفلات الأمني التي تلتها، وقُوبِلت تلك الهجمات بالعملية نسر التي بدأت في أغسطس 2011، وفي مرحلة لاحقة انطلقت العملية سيناء في عام 2013، في أعقاب تصاعد أعمال العنف في سيناء بعد الإطاحة بالرئيس الأسبق محمد مرسي. ثم توالت عمليات مكافحة الإرهاب بالمنطقة، فنُفذت عملية عاصفة الصحراء في يوليو 2013، وعملية حق الشهيد في سبتمبر 2015 والعملية الشاملة سيناء في فبراير 2018. وأغارت القوات الجوية المصرية على مواقع تنظيم داعش في ليبيا رداً على استهداف التنظيم مصريين في ليبيا أو مصر بالتسلل واستهداف مصريين بالمحافظات الحدودية مع ليبيا.

#### معاملة كبار القادة
في الربع الأخير من عام 2011 صدرت «قاعدة قانونية استثنائية» تنص على أن يكون جميع أعضاء المجلس الأعلى للقوات المسلحة في الفترة من قيام ثورة 25 يناير 2011 وحتى تسليم السلطة، مستدعين بقوة القانون للعمل بالقوات المسلحة مدى الحياة.
في يوليو 2018 صدَّق مجلس النواب المصري بشكل نهائي على قانون يعطي حصانة قضائية ودبلوماسية لكبار ضباط القوات المسلحة ويسمح بمعاملتهم «معاملة خاصة» داخل البلاد وخارجها. وفقاً لذلك القانون فإنه يمكن للرئيس استدعاء القادة للخدمة مدى الحياة. ولا يسمح ذلك القانون بالتحقيق أو اتخاذ أي إجراء قضائي ضدهم عن أي فعل ارتكب أثناء تأديتهم لمهامهم في الفترة من 3 يوليو 2013 حتى 8 يونيو 2014 إلا بإذن المجلس الأعلى للقوات المسلحة. ويوفر القانون معاملة خاصة لكبار ضباط القوات المسلحة كالوزراء، ويمنحهم حصانة الدبلوماسيين أثناء سفرهم للخارج.

## تنظيم القوات الحالي

### الأفرع الرئيسية

#### القوات البحرية
القوات البحرية هي أحد الفروع الرئيسية للقوات المسلحة، وهي المسئولة عن حماية أكثر من 2000 كيلومتر من الشريط الساحلي المصري بالبحرين المتوسط والأحمر، وتأمين سلامة الملاحة في قناة السويس، وتقديم الدعم لعمليات الجيش. تعتبر القوات البحرية المصرية الأكبر في إفريقيا والشرق الأوسط والسادسة عالمياً من حيث عدد السفن، ومن أعرق وأقدم الأسلحة البحرية في العالم. أنشئت القوات البحرية في 20 يونيو 1946 بقرار ملكي تحت اسم البحرية الملكية، وعين الأميرال / محمود حمزة باشا قائداً لها بالإضافة إلى عمله مديراً عاماً لإدارة المرافئ والمنائر، وشكل ضباط البحرية الملكية والبحارة الذين كانوا يعملون في إدارة حرس السواحل نواتها الأولى. يتسم أسطول القوات البحرية بالتنوع ما بين حاملات مروحيات، طرادات، فرقاطات، غواصات، سفن إنزال، سفن مضادة للغواصات، سفن نقل، سفن تدريب، ناقلات وقود، كاسحات ألغام، زوارق مدفعية، زوارق صواريخ، زوارق طوربيد، زوارق دورية، قاطرات، وتعتمد على سلاح الجو للاستطلاع البحري والحماية ضد الغواصات.

#### القوات الجوية
القوات الجوية هي أحد الأفرع الرئيسية للقوات المسلحة، وشعارها «إلى العلا، في سبيل المجد». أنشأت بطلب مقدم من البرلمان المصري إلى الحكومة عام 1928، وفي ذلك الحين كانت لا تزال جزءاً من الجيش المصري، قبل أن يَصدر قرار ملكي بتحويلها إلى فرع مستقل داخل الجيش. ساهمت القوات الجوية منذ إنشائها في أغلب الحروب والنزاعات التي خاضتها مصر. وتعد الأكبر حجمًا في أفريقيا والشرق الأوسط، أما بالنسبة للقدرات القتالية فتعتبر الأقوى في أفريقيا وأقوى أسلحة الجو في المنطقة بعد إسرائيل وتركيا. يتنوع أسطولها الرئيسي ما بين الطائرات المقاتلة وطائرات النقل وقاذفات القنابل والمروحيات المقاتلة ومروحيات النقل والطائرات بدون طيار. تتمركز القوات الجوية في 17-20 قاعدة جوية رئيسية من أصل 40 منشأة جوية، ويتمثل عمودها الفقري المقاتل في مقاتلات إف 16 الأمريكية، داسو رافال الفرنسية، ميج 35 الروسية، ومروحيات أباتشي الأمريكية، كاموف كا-52 الروسية.

#### قوات الدفاع الجوي

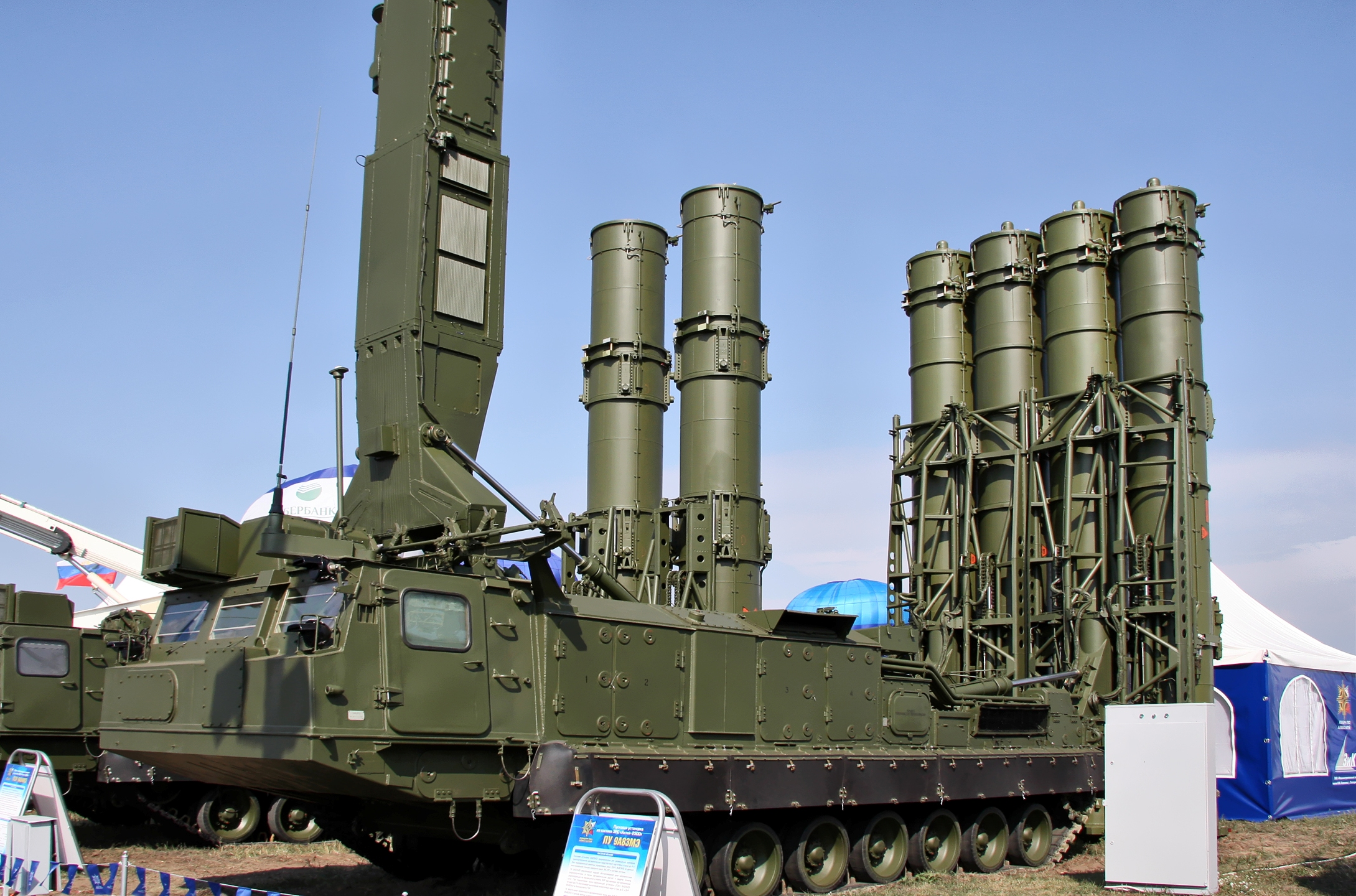
منظومة أس-300 في إم الروسية العاملة لدى الدفاع الجوي المصري

قوات الدفاع الجوي المصرية هي أحد الأفرع الرئيسية للقوات المسلحة، وتعد القوة الرابعة في الترتيب من حيث النشأة، وهي المسئولة عن حماية المجال الجوي المصري. أنشأت طبقاً للقرار الجمهوري الصادر في 1 فبراير 1968 بإنشاء قوات الدفاع الجوي، لوصول قناعة القيادة العامة للقوات المسلحة في ذلك الوقت بوجوب وجود غطاء وحماية جوية للقوات البرية أثناء حرب أكتوبر واقتحام قناة السويس. تتبع قوات الدفاع الجوي المصري في نظام تسليحها إطار ممنهج ومنظم وتتبع سياسة متوازنة في تنويع مصادر أسلحتها ومعداتها ما بين صواريخ، مدفعية، رادار، حرب إلكترونية، مقذوفات، وسائل استطلاع وإنذار، كما تتعاون قوات الدفاع الجوي مع باقي أفرع وهيئات وأسلحة وإدارات وأجهزة القوات المسلحة، وتنسق بشكل رئيسي ومتكامل مع القوات الجوية وإدارة الحرب الإلكترونية، بهدف تحقيق الحماية الكاملة للمجال الجوي المصري.

### الجيوش والمناطق العسكرية
- القيادة الموحدة لمنطقة شرق القناة: هي القيادة الموحدة للجيشين الثاني والثالث وأنشأت اعتباراً من 1 فبراير 2015 ليكون الجيشان تحت قيادة ضابط برتبة فريق.[105]
  - الجيش الثاني الميداني: هو أحد جيوش القوات المسلحة، ويقع مقر قيادته بمدينة الإسماعيلية.[106] وتنتشر عناصره في كل من الإسماعيلية وشمال سيناء ودمياط وبورسعيد والدقهلية والشرقية. وتخضع قيادة الجيش لضابط برتبة لواء.[107][108]
  - الجيش الثالث الميداني: هو أحد جيوش القوات المسلحة، ويقع مقر قيادته بمدينة السويس.[109] وتنتشر عناصره في كل من السويس وجنوب سيناء. وتخضع قيادة الجيش لضابط برتبة لواء.[107]
- المنطقة الجنوبية العسكرية: هي إحدى المناطق الأربع العسكرية للقوات المسلحة. وتنتشر عناصرها في محافظات أسيوط وسوهاج وقنا والأقصر وأسوان والبحر الأحمر والوادي الجديد. وتخضع قيادة المنطقة لضابط برتبة لواء.[107]
- المنطقة الشمالية العسكرية: هي إحدى المناطق الأربع العسكرية للقوات المسلحة. وتنتشر عناصرها في محافظات الإسكندرية والبحيرة والغربية وكفر الشيخ. وتخضع قيادة المنطقة لضابط برتبة لواء.[107]
- المنطقة الغربية العسكرية: هي إحدى المناطق الأربع العسكرية للقوات المسلحة. وتنتشر عناصرها في محافظة مطروح. وتخضع قيادة المنطقة لضابط برتبة لواء.[107]
- المنطقة المركزية العسكرية: هي إحدى المناطق الأربع العسكرية للقوات المسلحة. وتنتشر عناصرها في محافظات القاهرة والجيزة والقليوبية وبني سويف والفيوم والمنيا والمنوفية. وتخضع قيادة المنطقة لضابط برتبة لواء.[107]

### أفرع أخرى

#### قوات الحرس الجمهوري
تأسس الحرس الجمهوري على يد الفريق / الليثي ناصف ويعتبر أحد قوات النخبة في الجيش ولكنّه لا يتلقى تعليماته من قيادة القوات المسلحة، إلّا إذا أمر الرئيس قائد الحرس الجمهوري بذلك وحدث هذا بالفعل في حرب 1973، بل يَتلقّى تعليماته من ضباطه فقط وأعلى قائد في هذا السلاح هو قائد قوات الحرس الجمهوري، وهو عادة ضابط برتبة لواء أو فريق، وهو لا يتلقى تعليماته سوى من رئيس الجمهورية. تتمثل مهمّة الحرس الجمهوري في حماية رئيس الجمهورية والنظام الجمهوري بأكمله، بما في ذلك منشآته ومؤسساته بما فيها قصور الرئاسة ومراكز القيادة ومطارات الرئاسة، وتمتد صلاحيته لحماية مؤسسات مثل مجلس الشعب والمحكمة الدستورية ومجلس الدولة أثناء الحرب. يغطى الحرس الجمهوري تحركات رئيس الجمهورية في مصر باستخدام مجموعة عمل تتكون من جنود الأمن المركزي التابعين لوزارة الداخلية لتأمين الطرقات التي يمر بها موكب الرئيس ومحيط مكان تواجده، ثم مشاة الحرس الجمهوري لتأمين مكان تواجده، ومركبات الحرس الجمهوري التي يستقلها جنود من صاعقة الحرس الجمهوري، كما يسبق الموكب 8 دراجات نارية من قوات مدربة على القتال التلاحمي.

#### قوات حرس الحدود

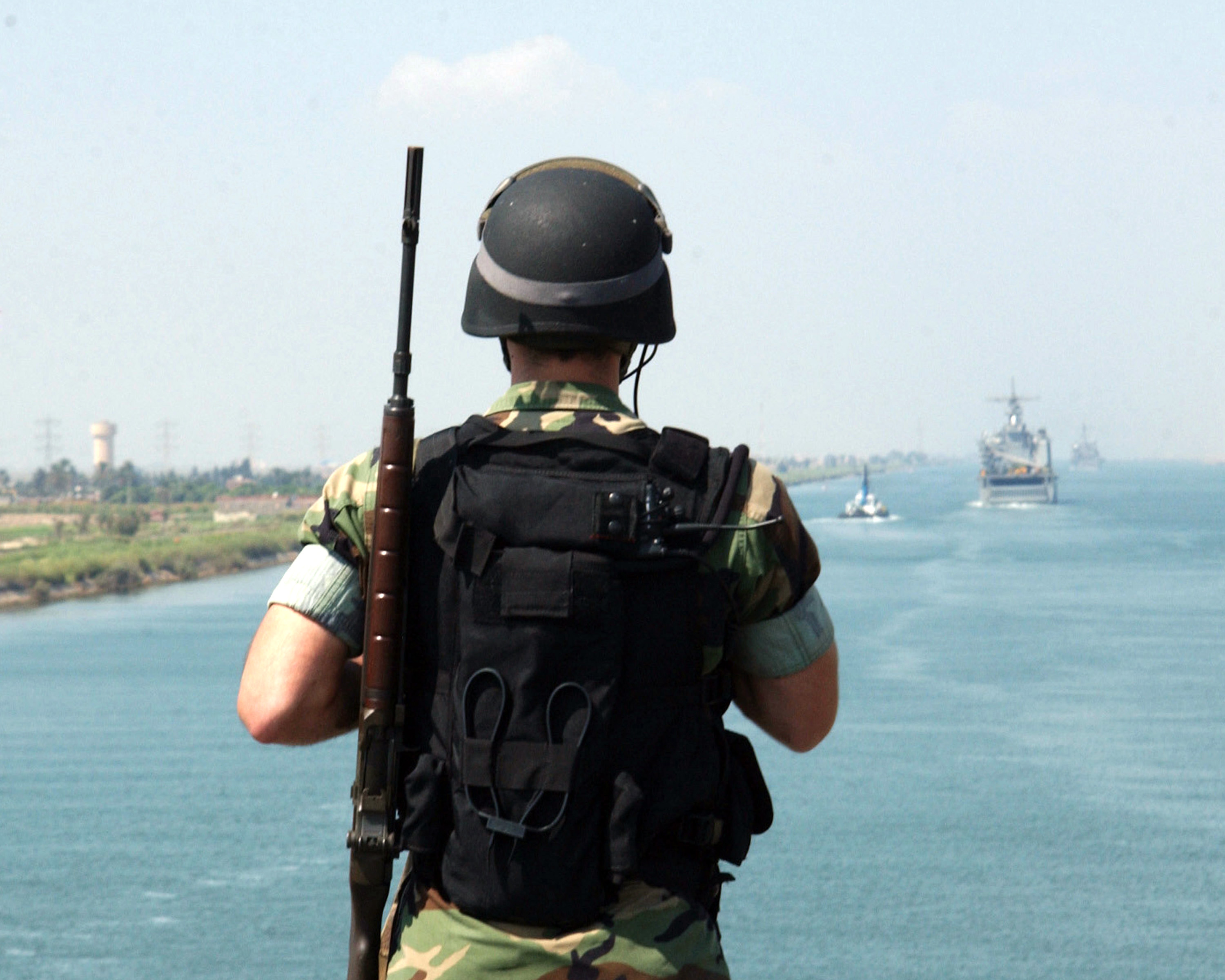
جندي من حرس الحدود أثناء تأمين المجرى الملاحي لقناة السويس

تأسست قوات حرس الحدود عام 1887 تحت مسمي مصلحة خفر السواحل، وكانت تضم إدارتين هما إدارة السواحل وإدارة الحدود، وأنشئت إدارة حرس الحدود عام 1917 في عهد السلطان حسين كامل، وألحقت بوزارة المالية، وفي 6 يوليو 1972 تم دمج إدارتي الحدود والسواحل لتكون تحت مسمى قيادة قوات حرس الحدود والسواحل، وفي 24 نوفمبر 1973 صدر أمر القيادة بتعديل التسمية لتكون قيادة قوات حرس الحدود. شهدت القوات منذ نشأتها عدة تطورات في التنظيم والزي والأسلحة والمعدات ونظم ووسائل التأمين والأجهزة ذات التقنيات الحديثة التي تمكنها من تنفيذ مهامها، والتي تتمثل في حماية حدود مصر البرية والساحلية على امتداد أكثر من عشرة آلاف كيلومتر، وتنفيذ مهام الاستطلاع والمراقبة والتأمين والسيطرة، ومنع التسلل والتهريب، ومكافحة الزراعات المخدرة والمفرقعات وعمليات التنقيب عن الذهب على الحدود، واكتشاف وتدمير الأنفاق بالتعاون مع الهيئة الهندسية للقوات المسلحة، وتأمين المجرى الملاحي لقناة السويس، وإيقاف الهجرة غير الشرعية، كما تتعاون القوات مع المدنيين والأجهزة المدنية والشرطية في عمليات تأمين الصيد والمراكب، ومنع تلوث المياه في المناطق الساحلية، وتأمين المعابر والموانئ البرية والبحرية والجمارك.

#### القوات الخاصة

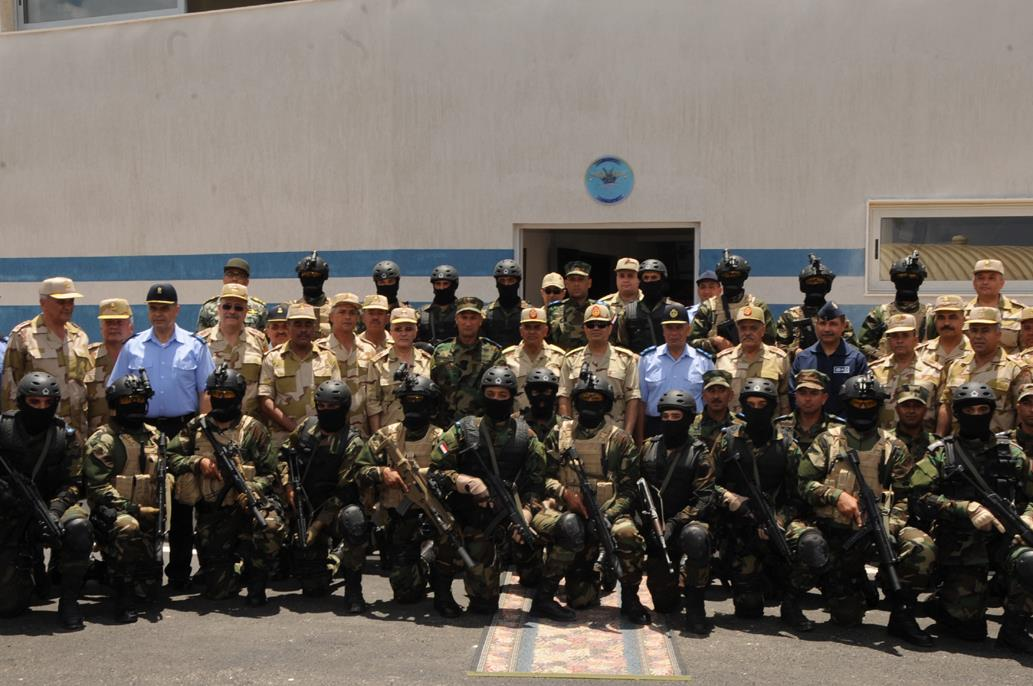
أفراد الوحدات الخاصة البحرية

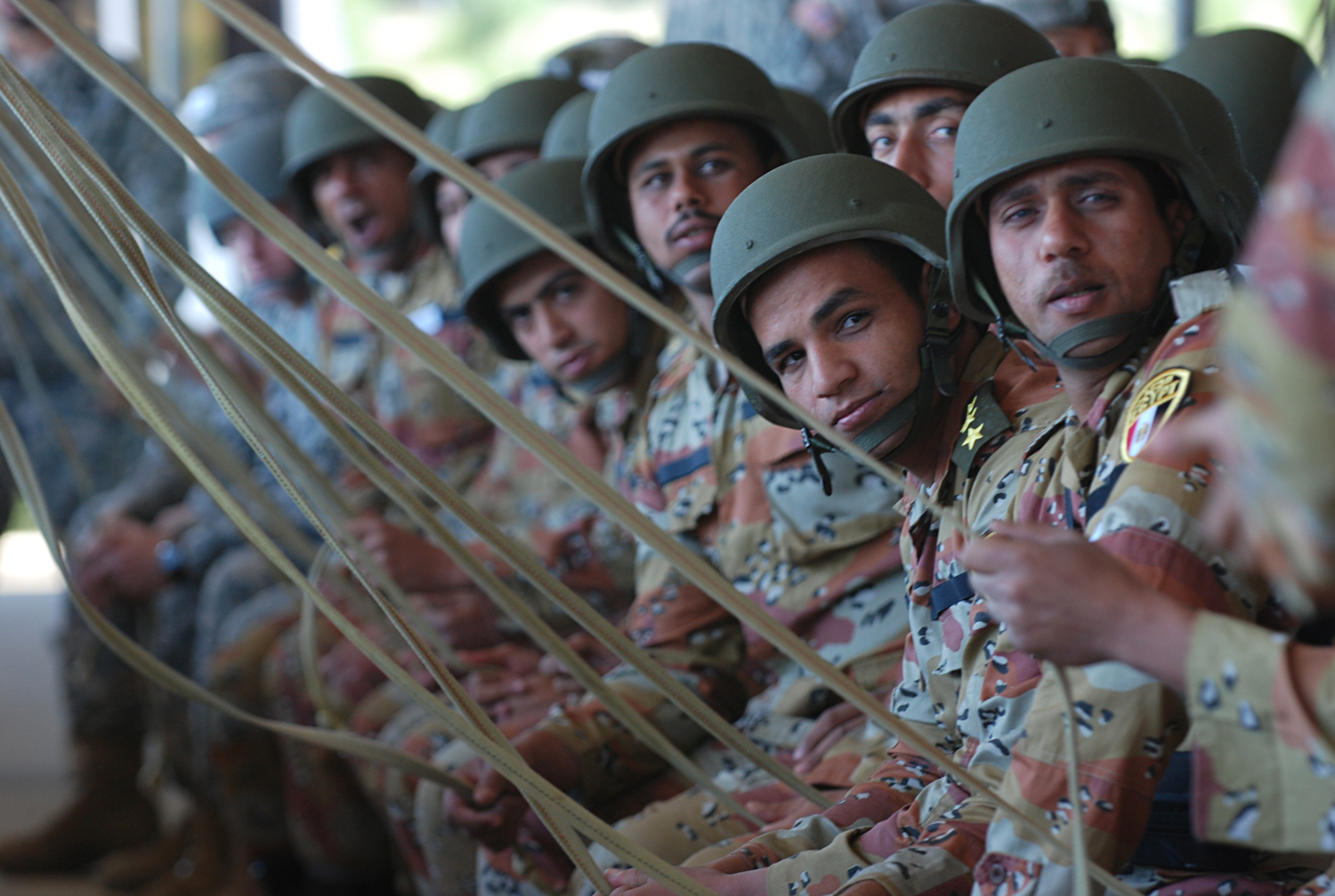
أفراد سلاح المظلات أثناء استعداد للقفز الحر

- الوحدة 777: هي فرقة قتالية أسسها اللواء / أحمد رجائي عطية في السبعينات.[114]
- الوحدة 999: هي فرقة قتالية أسسها اللواء / نبيل أبو النجا في نهاية السبعينات، تختص بالمهام القتالية شديدة الحساسية والخطورة خلف خطوط العدو وقت السلم والحرب، وتعتمد على رجال ذوي قدرات خاصة وتسليح خاص.[115]
- الوحدات الخاصة البحرية: هي وحدات ذات طابع خاص تتبع القوات البحرية، وتختص بالتعامل مع العدائيات المختلفة باستخدام أساليب الاقتحام والاقتراب الحذر والاشتباك مع الأهداف الساحلية، وتنفيذ الرمايات بالذخيرة الحية من أوضاع الغطس، والرمايات السطحية باستخدام اللنشات السريعة ضد الأهداف، وتأمين المسرح البحري ضد العائمات المشتبه بها وأعمال التسلل البحري المختلفة. واشتهرت خلال حرب الاستنزاف بإغارتها على ميناء إيلات الإسرائيلي وتدمير السفينتين الحربيتين بيت شيفع وبات يام.[116][117]
- وحدات المظلات: هي قوات تتميز بمهارات الاشتباك وفنون القتال المتلاحم، وتنفيذ أعمال المناورة والملاحة والتداخلات والتشابكات الجوية المتنوعة، والقدرة على التدخل السريع للتعامل مع العدائيات المختلفة عن طريق مهارات القفز الحر الخاصة. كما تقوم بتنفيذ المهام الخاصة بالتعاون مع القوات الجوية.[118]
- وحدات الصاعقة: هي قوات تأسست عام 1955 وأعيد تشكيلها بعد حرب 1967، وشاركت منذ تأسيسها في جميع الحروب التي خاضتها بدءاً من العدوان الثلاثي حتى حرب أكتوبر. تتميز تلك القوات بقدرتها على التغلب على الموانع الطبيعية والصناعية، الاشتباك بالذخيرة الحية، الانزلاق والسباحة الجوية، اجتياز المناطق الوعرة للوصول للأهداف، استخدام الكباري المعلقة لنقل الإمدادات والاحتياجات الإدارية عبر الموانع التي تتطلب اللياقة البدنية العالية. تختص القوات بالتعامل مع العدائيات المختلفة باستخدام أساليب الاهتمام والاقتراب الحذر مع الاشتباك بالأهداف غير النمطية من مختلف أوضاع الرمي من الحركة والثبات باستخدام الذخيرة الحية والتعامل مع العناصر المعادية بسرعة ودقة. كما تستطيع تنفيذ عمليات الإسقاط الجوي والاقتحام والسيطرة وتنفيذ الغارات على العدو.[119][120]
- قوات التدخل السريع: هي قوات محمولة جوًّا ذات طابع خاص، شُكلت في مارس 2014، وتتسم بالقدرات البدنية والقتالية العالية وطبيعة العمل الخاص المسلح. تضم القوات أكفأ العناصر من المشاة الميكانيكي والمدرعات والدفاع الجوي والمدفعية والاستطلاع والشرطة العسكرية وتمتلك عدد من الطائرات المجهزة للإبرار الجوي والمزودة بالأسلحة والمعدات. تختص القوات بمواجهة كل المخاطر والتهديدات الإرهابية المحتملة ضد الأهداف والمنشآت الحيوية وكيفية التصدي لها بالأسلوب الأمثل داخل وخارج البلاد.[121][122]

### الهيكل المختصر للقوات
| - القوات الجوية. - القوات البحرية (الوحدات الخاصة البحرية، ترسانة القوات البحرية،). - قوات الدفاع الجوي (مركز الرماية والتدريب التكتيكي، مركز البحوث الفنية والتطوير، مركز تدريب الدفاع الجوي المشترك). | - القيادة الموحدة لمنطقة شرق القناة - الجيش الثاني الميداني. - الجيش الثالث الميداني. - المنطقة المركزية العسكرية. - المنطقة الشمالية العسكرية. - المنطقة الجنوبية العسكرية. - المنطقة الغربية العسكرية. | - قوات حرس الحدود. - قوات الحرس الجمهوري. - قوات الدفاع الشعبي والعسكري. - قوات التدخل السريع. | - وحدات الصاعقة. - وحدات المظلات. |

#### الهيئات
| - هيئة الشئون المالية (إدارة التأمين والمعاشات، إدارة العلاقات والتمويل الخارجي، جهاز تنمية الموارد). - هيئة التسليح (إدارة الأسلحة والذخيرة، إدارة التعليم والتدريب المهني، جهاز مراقبة وضمان الجودة). - هيئة العمليات (مركز العمليات الرئيسي). - هيئة التدريب. | - هيئة البحوث العسكرية (إدارة المتاحف العسكرية). - هيئة التفتيش. - هيئة القضاء العسكري (إدارة المحاكم العسكرية، إدارة المدعي العام العسكري، مكتب الطعون العسكرية). | - هيئة التنظيم والإدارة (جهاز النقل العام، إدارة التجنيد والتعبئة، إدارة السجلات العسكرية، إدارة شؤون العاملين المدنيين، إدارة الموسيقات العسكرية). - هيئة الاستخبارات العسكرية (إدارة المخابرات الحربية والاستطلاع، جهاز الخدمة السرية، جهاز الأمن للبحوث والتطوير، جهاز الأمن الحربي، جهاز الاستطلاع، جهاز المخابرات البحرية، جهاز الملحقين الحربيين، معهد دراسات العلوم المخابراتية والأمنية) | - الهيئة الهندسية (إدارة الأشغال العسكرية والإبرار، إدارة المهندسين العسكريين، إدارة المساحة العسكرية، إدارة المياه، إدارة المشروعات الكبرى، إدارة التراخيص والتفتيش والمتابعة). | - هيئة الإمداد والتموين (إدارة الخدمات الطبية، إدارة الخدمات البيطرية، إدارة الوقود، إدارة المهمات، إدارة النقل، إدارة التعيينات، إدارة الإطفاء والإنقاذ، إدارة المطبوعات والنشر). |

#### إدارات أخرى
| - إدارة الشؤون المعنوية (مركز الإعلام العسكري المتطور). - إدارة نظم المعلومات (مركز المعلومات الرئيسي «الشبكة العسكرية للمعلومات»، مركز الدعم الفني، مركز تأهيل الحاسبات). - إدارة شؤون الضباط. | - إدارة الشرطة العسكرية. - إدارة التحريات العسكرية. - إدارة السجن الحربي. - إدارة الحرب الكيميائية. - إدارة الحرب الإلكترونية. - إدارة النوادي والفنادق. | - إدارة الإشارة. - إدارة المشاة. - إدارة المدرعات. - إدارة المركبات. - إدارة المدفعية. |

| - مركز إدارة الأزمات. - مركز البحث والإنقاذ. - مركز البحوث الطبية والطب التجديدي. | - جهاز الصناعات والخدمات البحرية - جهاز مشروعات الخدمة الوطنية. - جهاز مشروعات الأراضي. - جهاز الخدمات العامة. - جهاز الرياضة. - الجهاز الوطني لتنمية شبه جزيرة سيناء. - جهاز مستقبل مصر للتنمية المستدامة. - جهاز العمل النفسي للقوات المسلحة. | - جمعية المحاربين القدماء وضحايا الحرب. - مؤسسة قروض الضباط. - مؤسسة صندوق الجلاء. - صندوق إسكان أفراد القوات المسلحة. - صندوق تمويل المتاحف العسكرية. |

### الهيكل المختصر للمؤسسات التعليمية

#### الكليات العسكرية
| - كلية الطب العسكري. - الكلية الفنية العسكرية. | - كلية الضباط الاحتياط. | - الكلية العسكرية التكنولوجية «المعهد الفني سابقا». - الكلية العسكرية لعلوم الإدارة. |

#### الأكاديميات العسكرية
- الأكاديمية العسكرية المصرية (الكلية الحربية،[169] الكلية الجوية،[170] الكلية البحرية.[171] كلية الدفاع الجوي[171])
- الأكاديمية العسكرية للدراسات العليا والاستراتيجية "أكاديمية ناصر العسكرية العليا سابقا" (كلية القادة والأركان، كلية الحرب العليا، كلية الدفاع الوطني، مركز الدراسات الاستراتيجية).[172]
- الأكاديمية الطبية العسكرية (معهد طب الطيران والفضاء العسكري، معهد الصحة والوقائيات العسكري، معهد الطب البحري، معهد الطب العسكري).[173]
- الأكاديمية المصرية لعلوم البولي جراف.[174]

#### المعاهد النظامية
| - معهد ضباط الصف المعلمين. | - المعهد الصحي - ذكور - المعهد الصحي - إناث. |

#### المعاهد التدريبية
| - معهد دراسات العلوم المخابراتية والأمنية. - معهد الدفاع الجوي. - معهد المدرعات. | - معهد المشاة. - معهد المدفعية. | - معهد الحرب الإلكترونية. - معهد الحرب الكيميائية. | - معهد نظم المعلومات. - معهد اللغات. - معهد الدراسات العليا البحرية. |

#### المراكز التدريبية
- مركز التعليم الطبي والتدريب والتأهيل بالقوات المسلحة.[187][188]

#### المدارس
- المدارس الفنية الأساسية العسكرية.[189]

## المشاركة في قوات حفظ السلام
تشارك عناصر وقوات مصرية في مهمات قوات حفظ السلام التابعة للأمم المتحدة في عدد من المناطق المتوترة حول العالم، وتعد مصر من أكبر الدول المساهمة بقوات في بعثات الأمم المتحدة لحفظ السلام، حيث تشارك حالياً بنحو 2,613 فرداً في البعثات الأممية المنتشرة في عدة مناطق ودول بإفريقيا.

## النشيد
كتبه الشاعر المصري فاروق جويدة، ولحّنه كمال الطويل.

## معرض صور

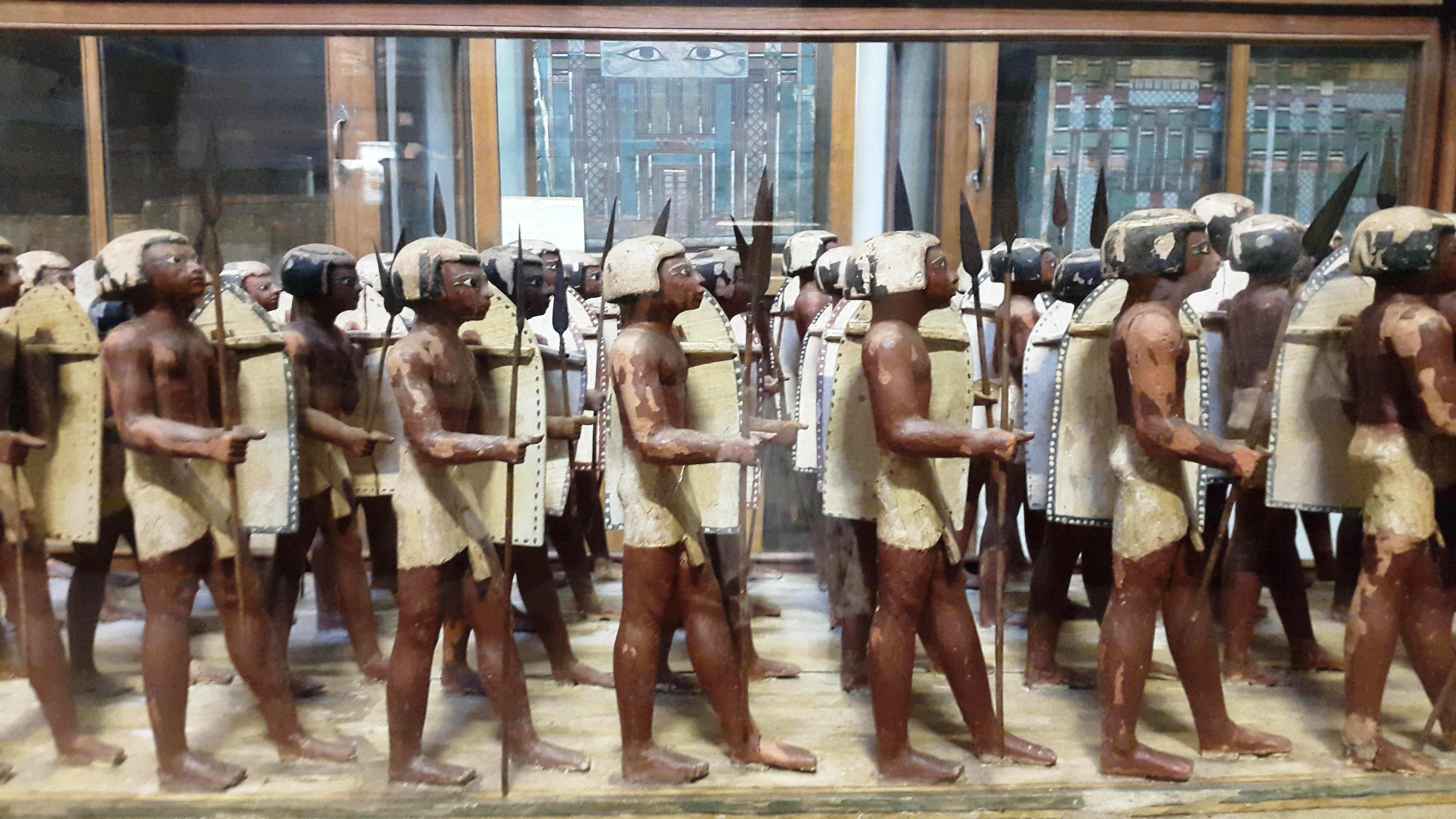
الجيش المصري خلال عصر الفراعنة
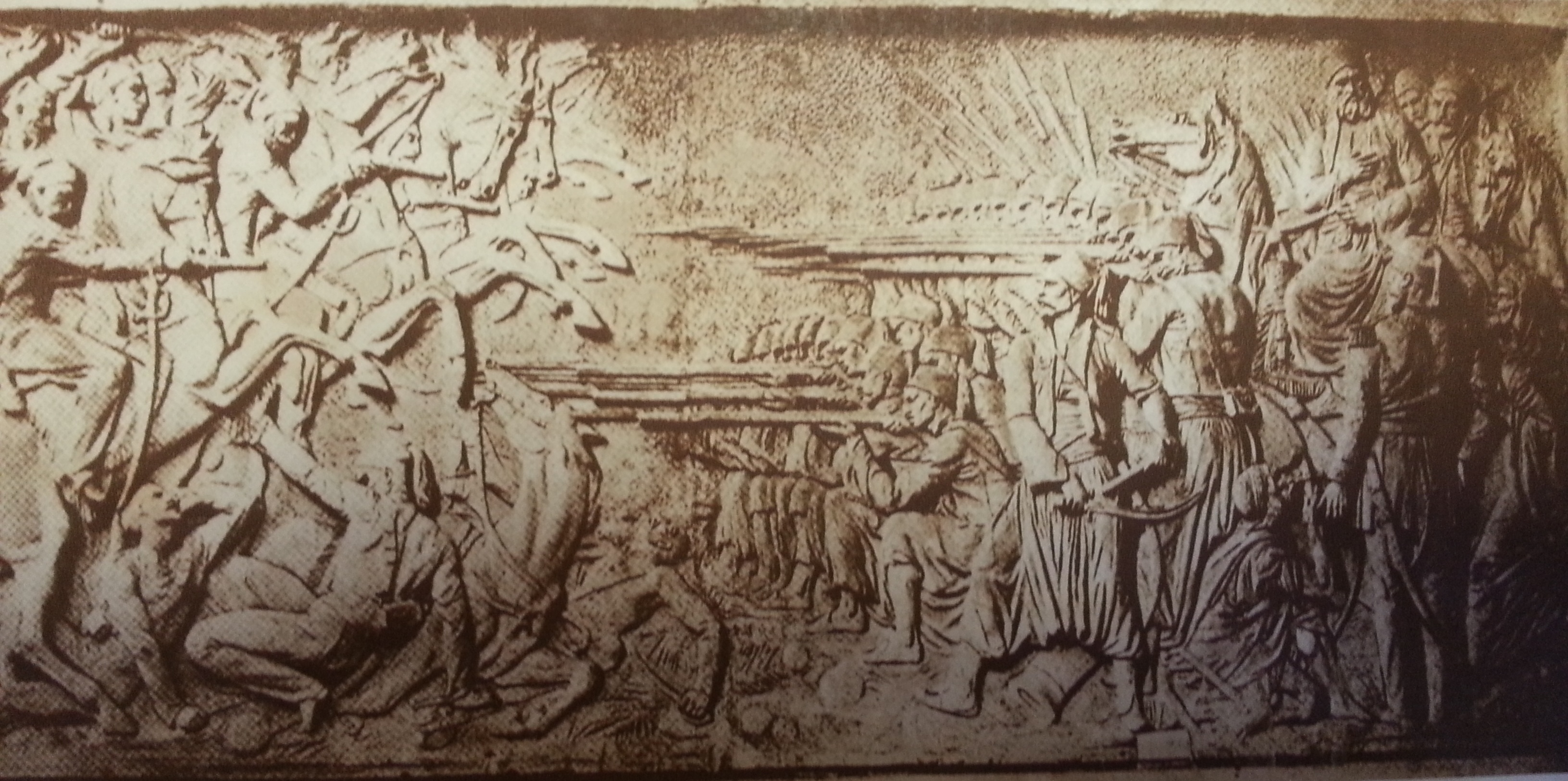
إبراهيم باشا يقود جيشه في معركة قونية
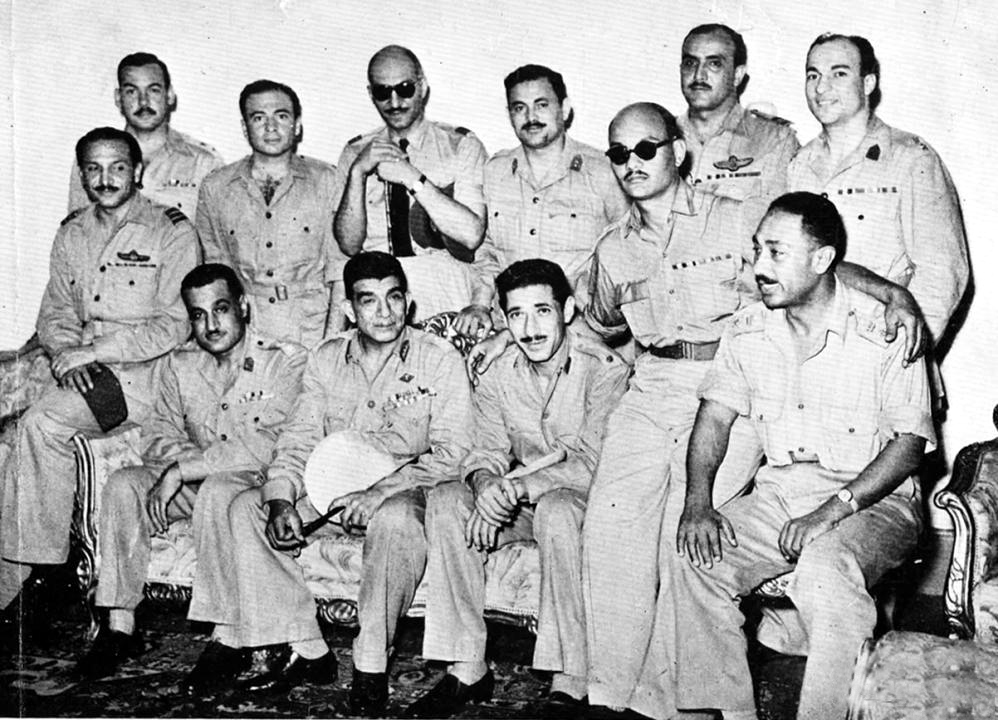
الضباط الأحرار
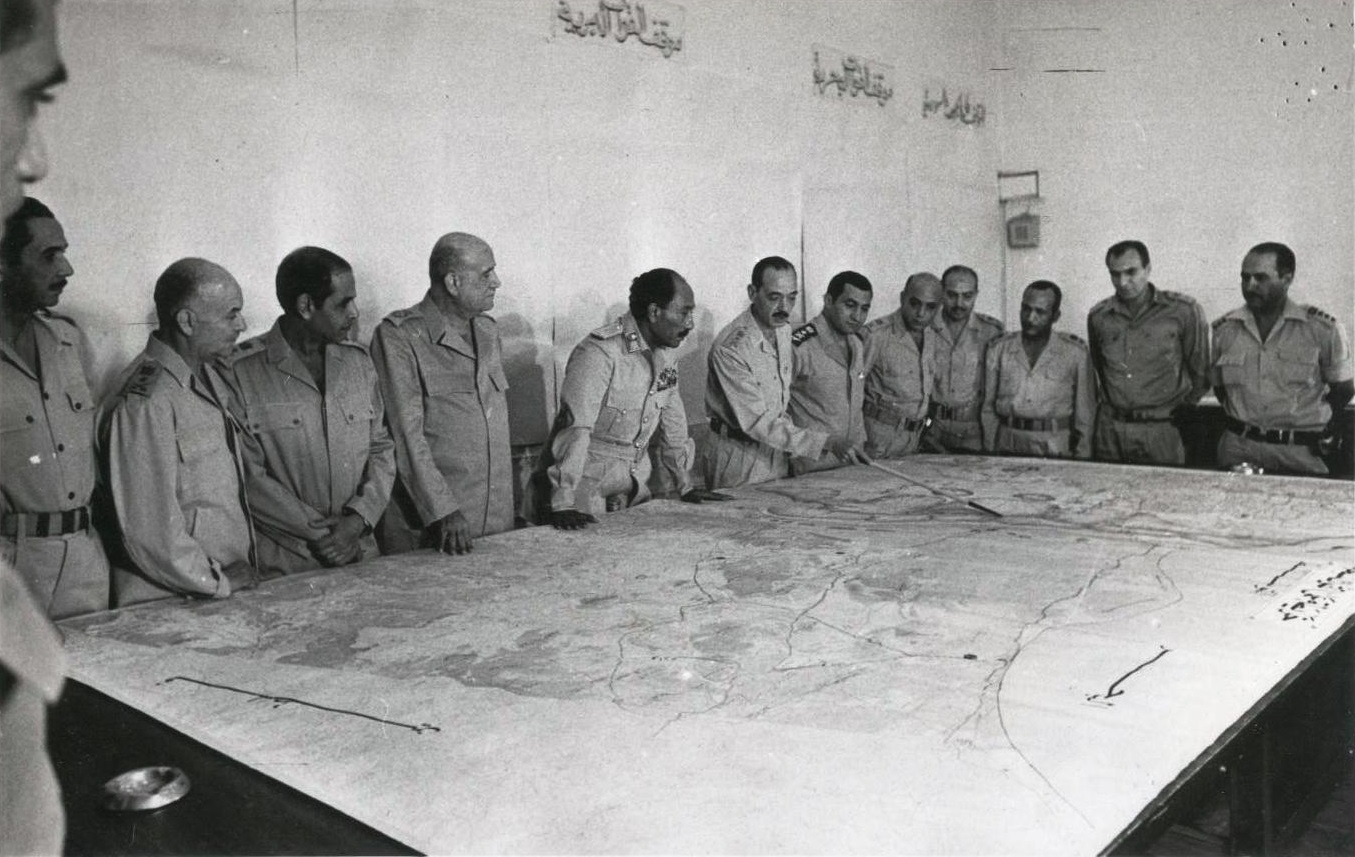
قادة الجيش المصري خلال حرب أكتوبر
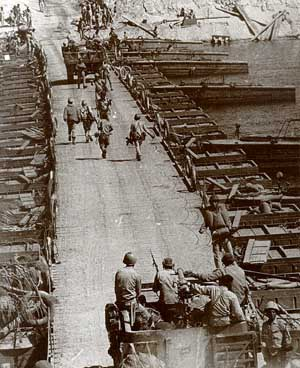
القوات المصرية تعبر قناة السويس خلال حرب أكتوبر
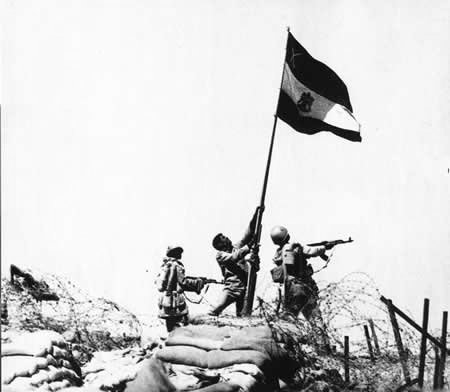
الجنود المصريون يرفعون علم مصر فوق أرض سيناء
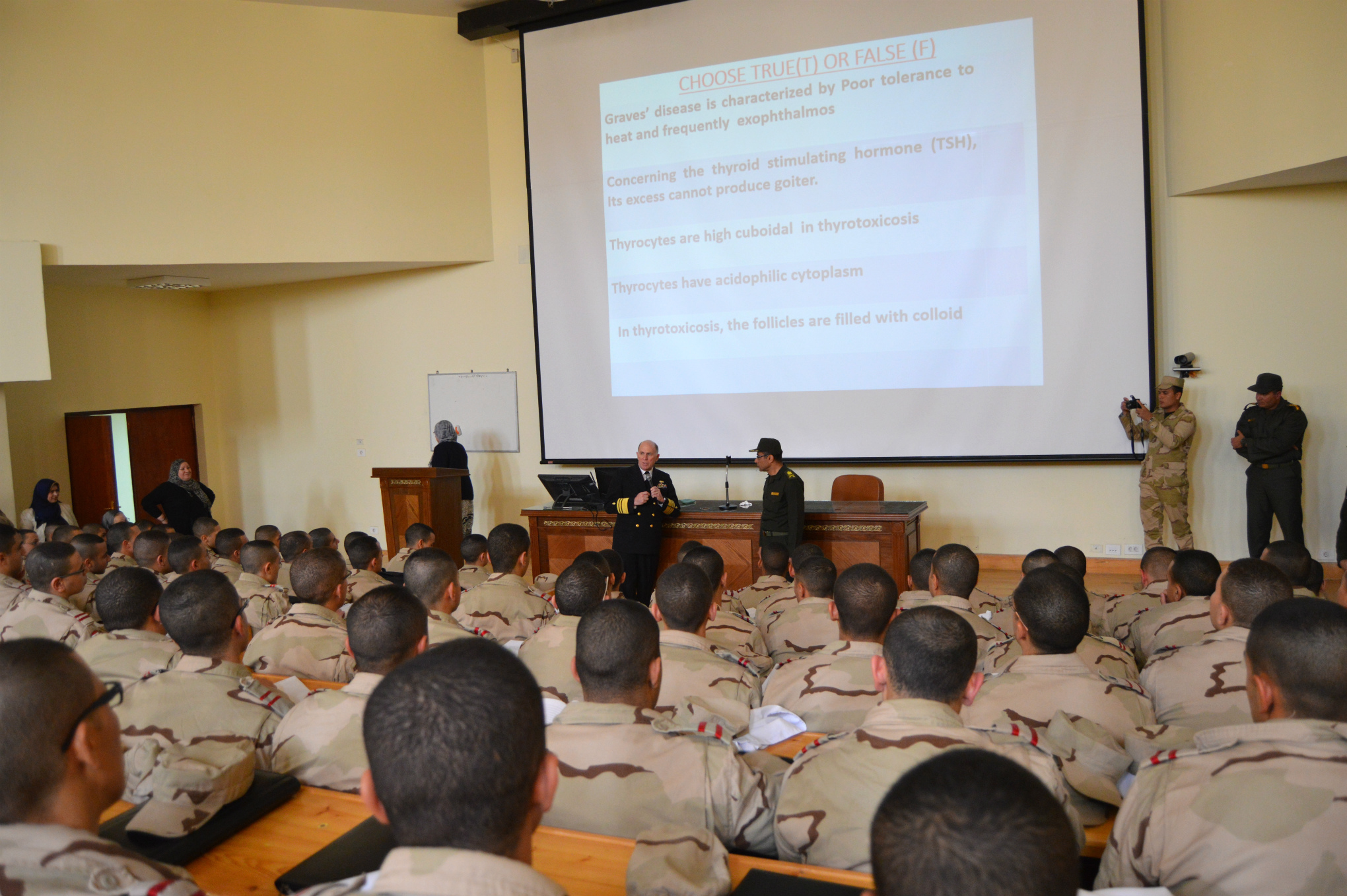
طلاب كلية الطب بالقوات المسلحة
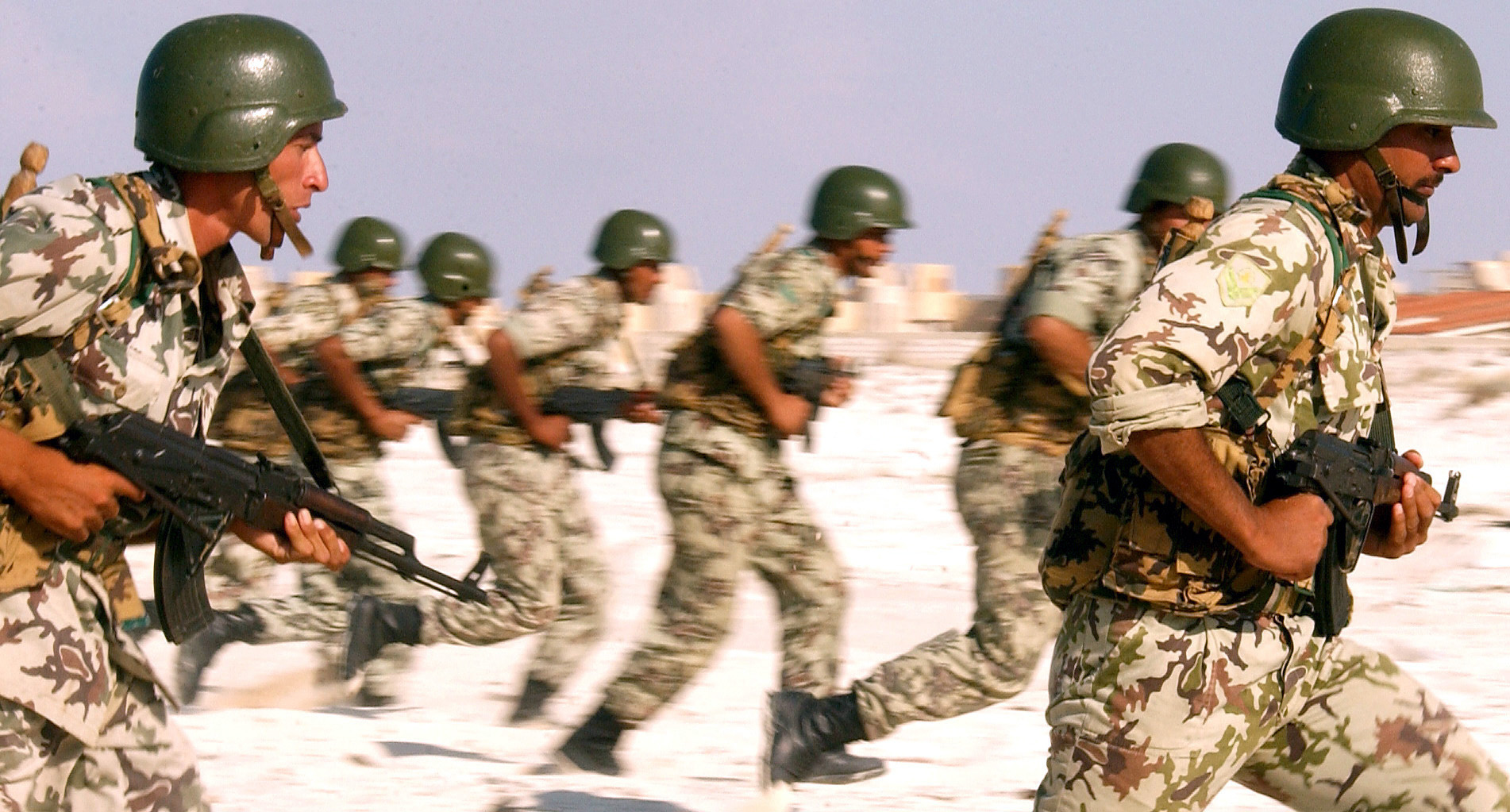
جنود مصريون خلال مناورات النجم الساطع
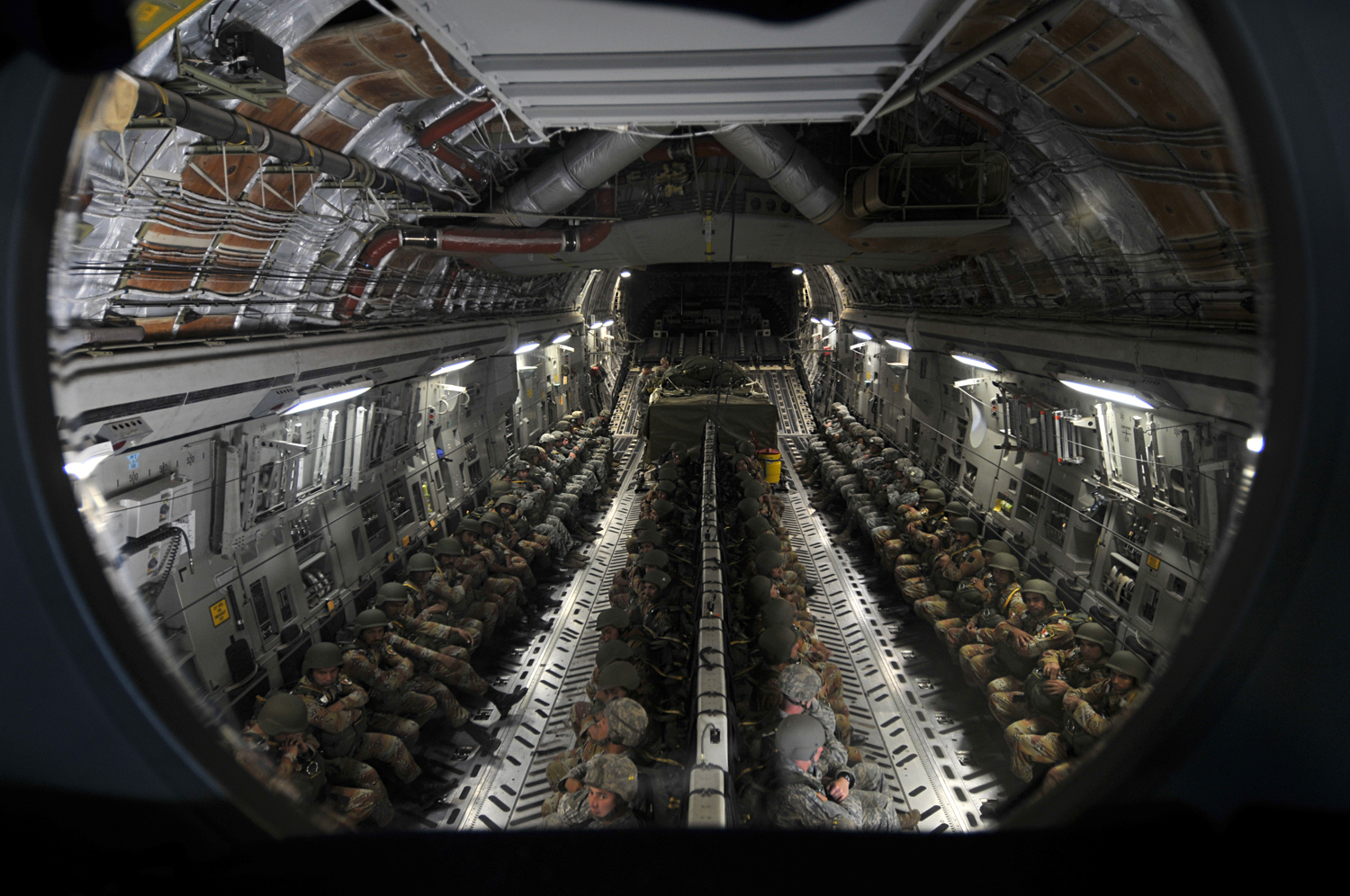
أفراد من وحدات المظلات المصرية وجنود أمريكيون خلال تدريب مشترك
عناصر قوات التدخل السريع أثناء طابور عرض
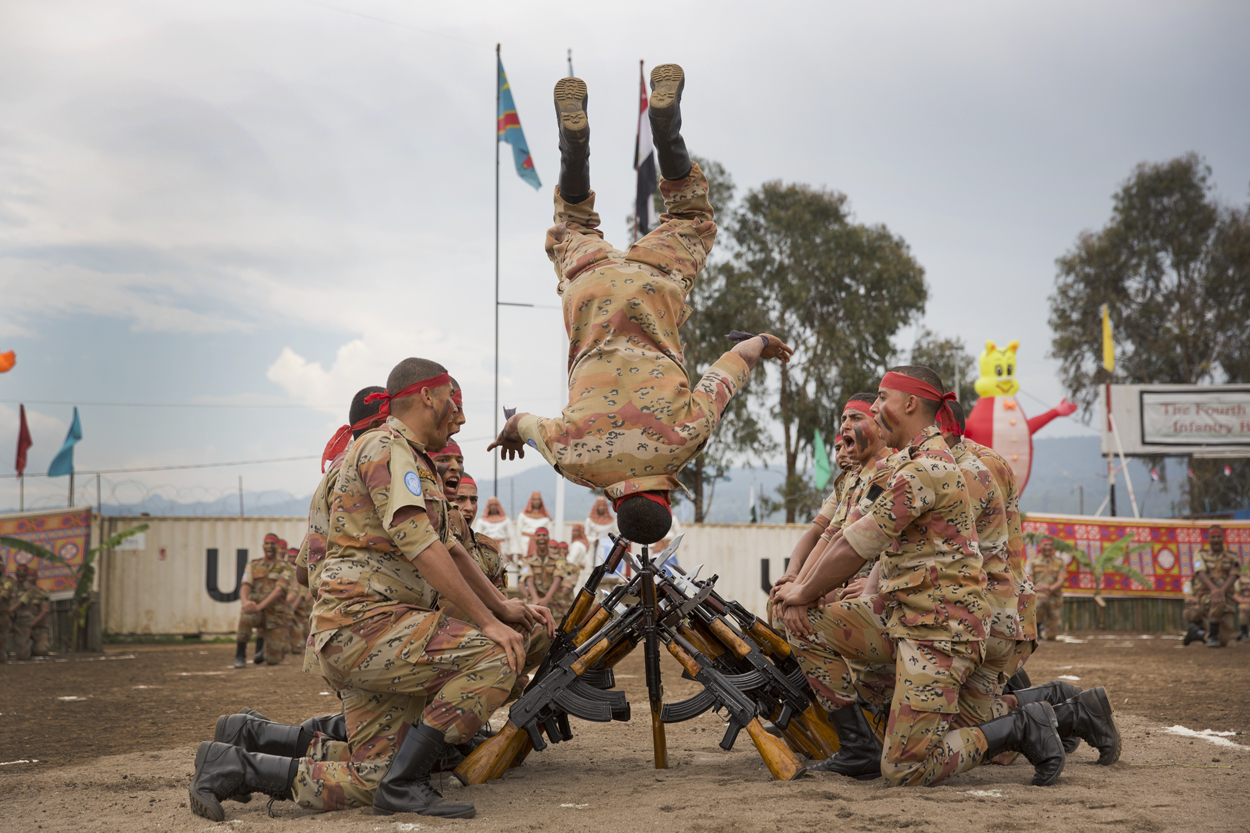
أفراد من القوات الخاصة المصرية خلال عرض في بوكافو
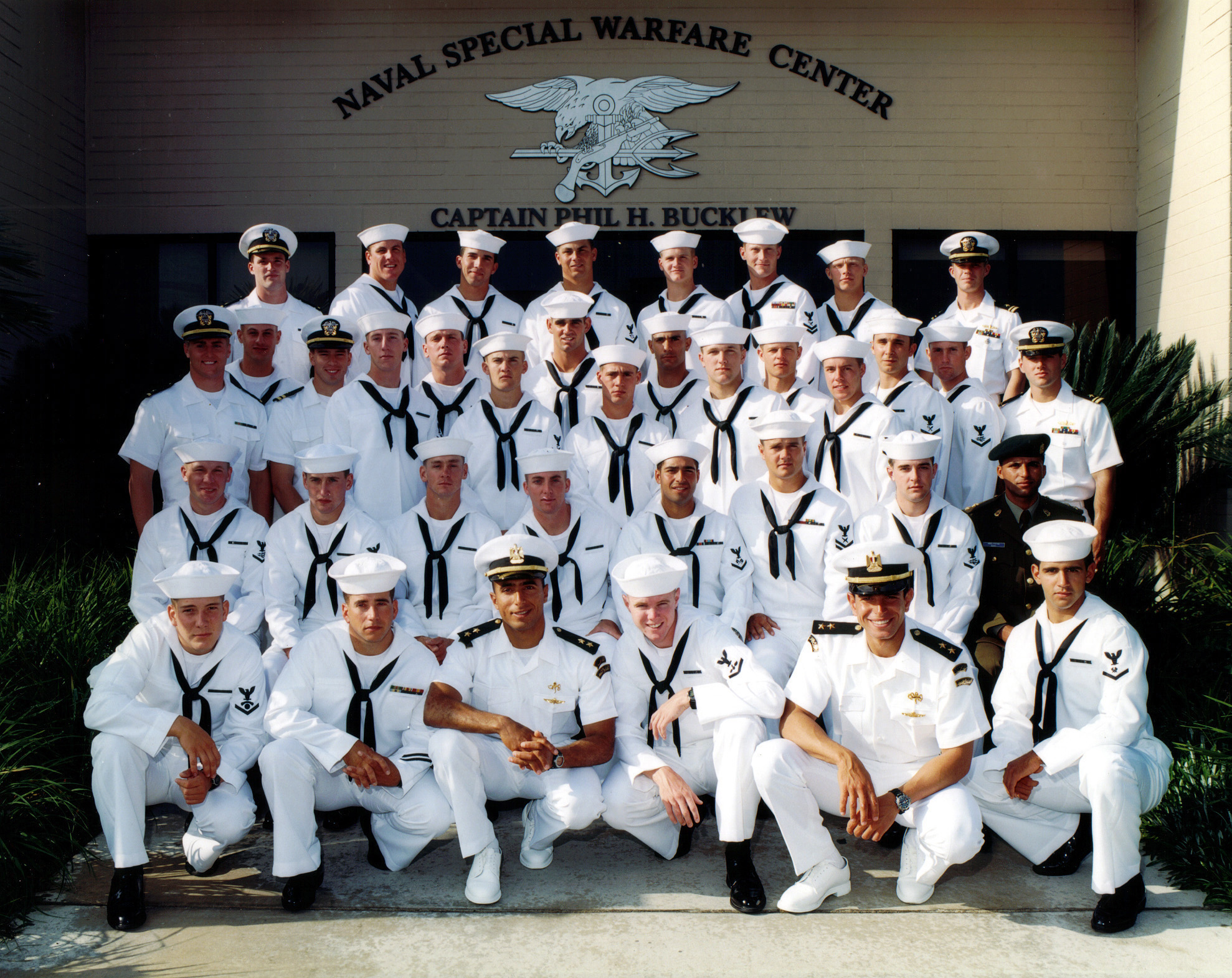
ضباط الوحدات الخاصة البحرية مع قوات السيل الأمريكية
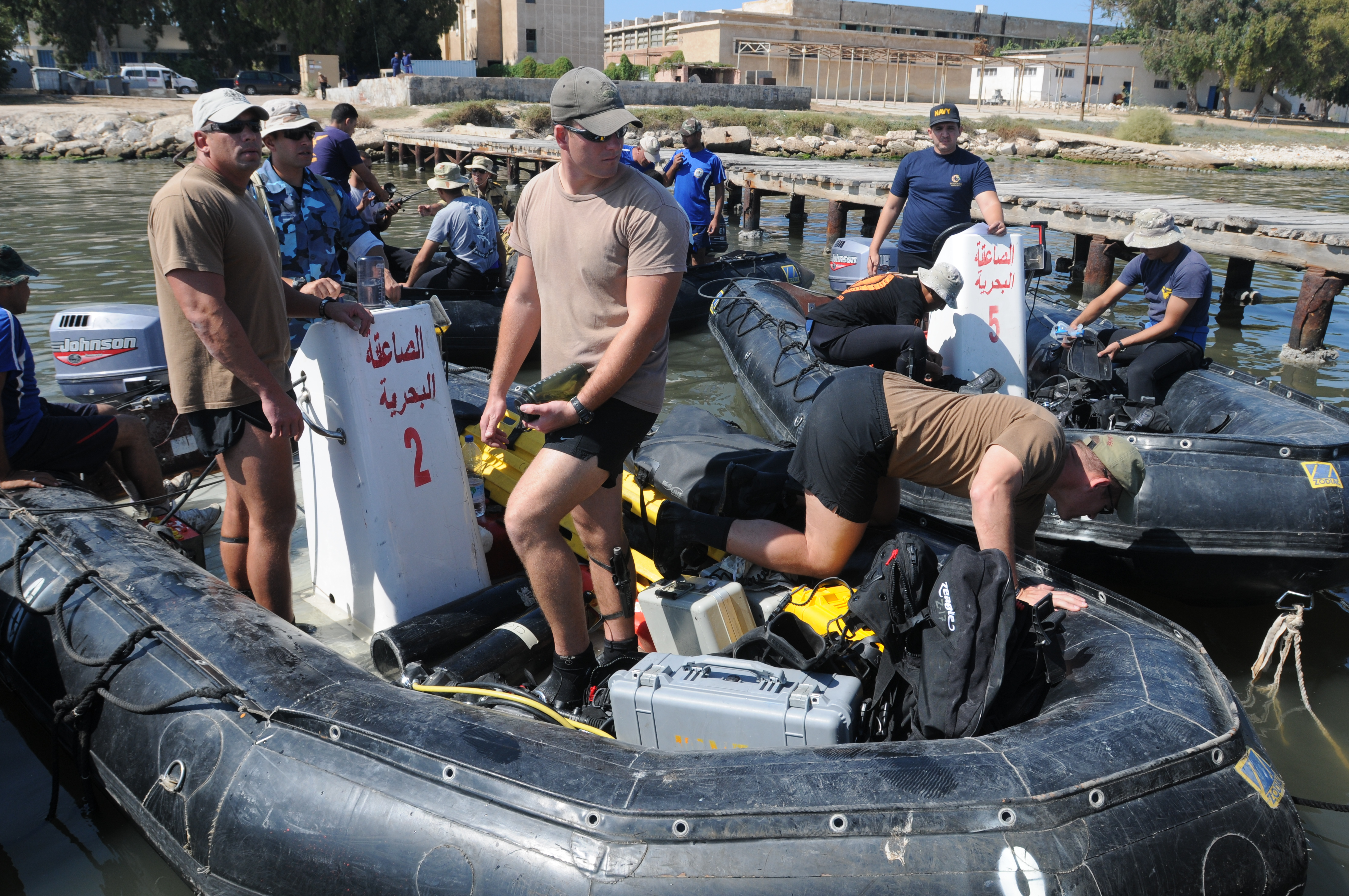
الضفادع البشرية المصرية